# Saison 2008-2009 des Penguins de Pittsburgh
Autres saisons
Saison précédente
La saison 2008-2009 des Penguins de Pittsburgh est la quarante-et-unième saison de la franchise de hockey sur glace au sein de la Ligue nationale de hockey. Après une saison 2007-2008 qui s'est conclue par un titre de champion de division ainsi que de conférence, les Penguins ont échoué en finale de la Coupe Stanley contre les Red Wings de Détroit.
Au cours de cette nouvelle saison 2008-2009, les Penguins connaissent une mauvaise passe emmenant le départ de l'entraîneur Michel Therrien remplacé par Dan Bylsma. Emmenés par leur jeune capitaine, Sidney Crosby, et par le meilleur pointeur de la saison, Ievgueni Malkine, ils terminent tout de même la saison régulière deuxièmes de leur division et passent par la suite tous les tours des séries pour prendre leur revanche sur Détroit et remporter la Coupe Stanley, le 12 juin 2009, la troisième de leur histoire. Malkine est désigné meilleur joueur des séries éliminatoires et remporte le trophée Conn-Smythe allant avec.

## La saison régulière

### Les transferts

#### Signatures et départs

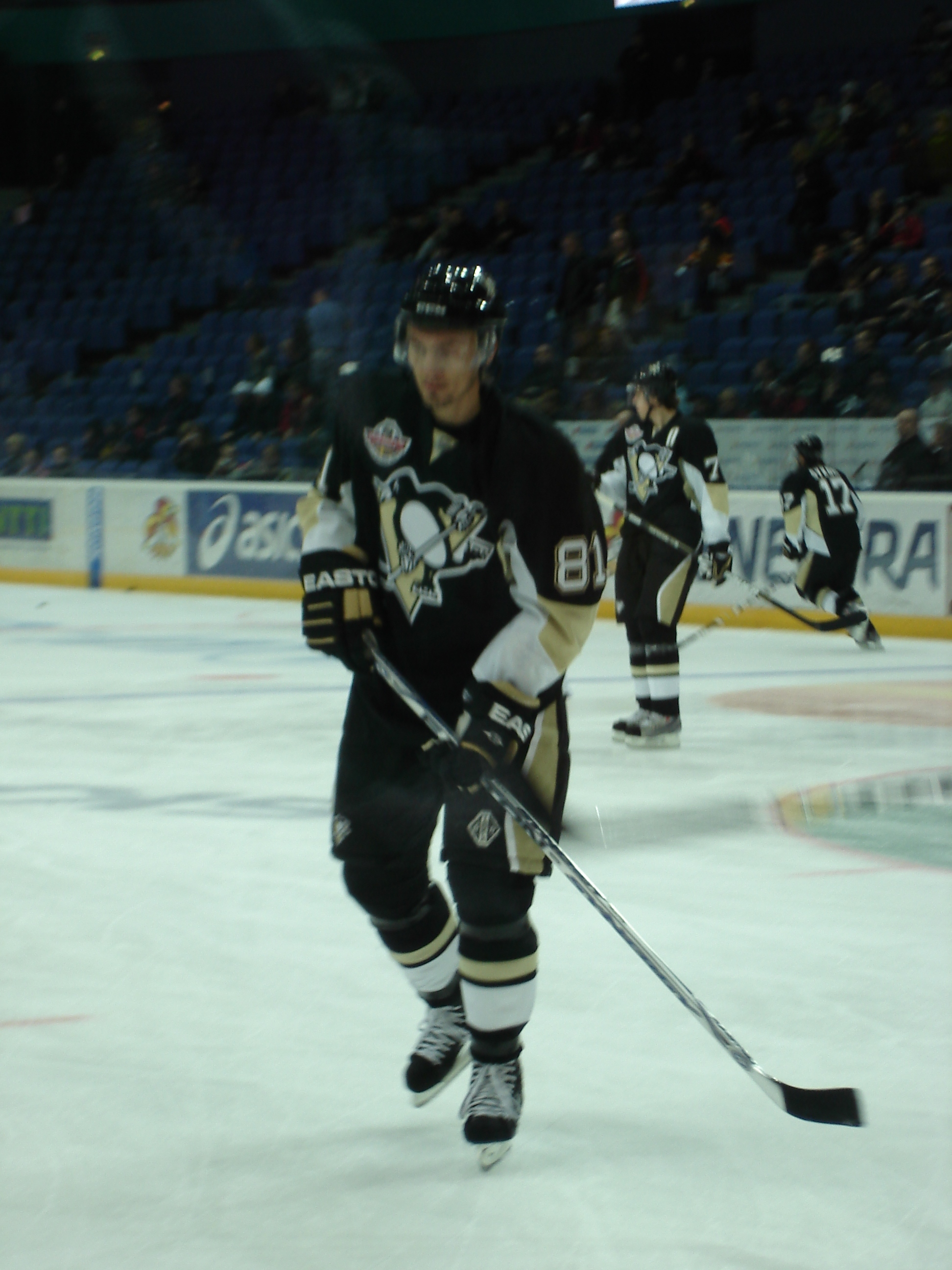
Miroslav Šatan sous ses nouvelles couleurs lors du premier match de la saison.

Les dirigeants des Penguins ont un été bien chargé puisqu'une douzaine de joueurs de l'équipe sont en fin de contrat avec, entre autres, Ryan Malone, Pascal Dupuis, Marián Hossa, Jarkko Ruutu ou encore Brooks Orpik.
Les premiers joueurs à quitter l'équipe sont Ryan Malone et Gary Roberts : leurs droits sont échangés le 28 juin au Lightning de Tampa Bay en retour de choix de repêchage d'entrée de 2009,.
Le 1er juillet, premier jour des signatures des joueurs laissés libres par leur équipe, les Penguins confirment l'attachement de la direction à deux joueurs de la franchise : Mark Eaton et Pascal Dupuis. Dupuis, ayant grandement satisfait les attentes de l'équipe à la suite de son arrivée en février, signe un contrat pour trois saisons. Eaton, longuement blessé au cours de la saison précédente, signe tout de même une prolongation pour deux nouvelles saisons pour évoluer dans la défense de l'équipe. Le même jour, la franchise enregistre sa première arrivée : Eric Godard, bagarreur des Flames de Calgary rejoint l'équipe pour trois saisons en tant qu'agent libre ; Jarkko Ruutu étant annoncé partant, Godard vient muscler le jeu des Penguins.

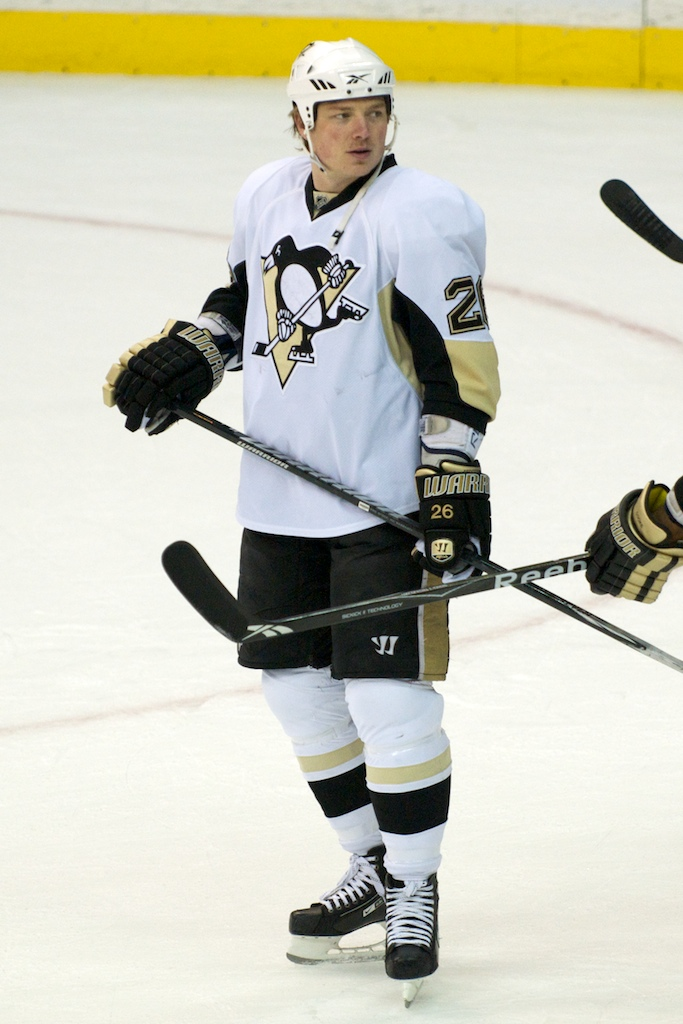
Rouslan Fedotenko, nouveau joueur des Penguins.

Ty Conklin laissé libre part de la franchise le même jour et rejoint les champions en titre : les Red Wings de Détroit Il est suivi le lendemain par Marián Hossa qui s'engage également pour une saison avec les Red Wings. Alors que d'autres équipes s'activent sur le marché des départs et des arrivées, Ray Shero se concentre sur le cas de Brooks Orpik. Finalement, le 2 juillet 2008, ils signent ensemble une extension de contrat liant Orpik et l'équipe de la Pennsylvanie pour six nouvelles saisons. Shero annonce également ce jour-là la signature d'un contrat de cinq saisons pour l'attaquant vedette russe : Ievgueni Malkine. Cet accord est trouvé alors que, dans le même temps, Malkine a reçu de la part d'équipes de la nouvelle ligue d'Eurasie, la Ligue continentale de hockey, des offres pour un salaire de 12,5 millions de dollars par année. Finalement, Malkine fait savoir par son agent, qu'il préfère rester jouer avec les Penguins et aux côtés de Sidney Crosby.
Comme pressenti, Ruutu quitte la franchise et rejoint les Sénateurs d'Ottawa et le lendemain, c'est le tour de Georges Laraque de quitter les Penguins. Il signe avec les Canadiens de Montréal pour trois saisons.
Les nouvelles arrivées des Penguins sont annoncées le 3 juillet : il s'agit des attaquants Miroslav Šatan et Rouslan Fedotenko qui signent tous les deux pour la saison 2008-2009. Continuant sur son projet de longue durée et après Orpik et Malkine, c'est au tour de Marc-André Fleury de s'engager pour une longue durée : il signe pour sept saisons avec Pittsburgh.
Le 4 juillet et après l'arrivée de Godard pour remplacer Laraque, Matt Cooke rejoint les Penguins pour remplacer Ruutu dans le rôle d'agitateur de l'équipe le 6 juillet 2008. Quinze jours plus tard, l'entraîneur de l'équipe, Michel Therrien, s'entend avec les dirigeants de la franchise pour une prolongation de contrat : il signe un contrat l'engageant pour trois nouvelles saisons avec les Penguins. Entre-temps, le 7 juillet, Janne Pesonen, triple champion de Finlande avec le Kärpät Oulu, signe un contrat d'un an avec les Penguins.
Après un mois d'août relativement calme, les Penguins commencent à préparer la saison en jouant les premiers matchs amicaux de la saison à partir du 20 septembre. L'effectif, encore en rodage, ne compte pas alors encore les joueurs vedettes de l'équipe comme Crosby mais les jeunes joueurs et nouvelles arrivées de l'équipe sont de la partie. Finalement, le 8 octobre, plusieurs joueurs de l'équipe sont affectés aux Penguins de Wilkes-Barre/Scranton dans la Ligue américaine de hockey : c'est ainsi le cas de Pesonen et d'un gardien de but réserve, Curry alors que Jeff Taffe n'est pas conservé dans l'effectif de l'équipe. Le lendemain, Michael Zigomanis, joueur de 28 ans professionnel depuis 2001, rejoint les Penguins en provenance des Coyotes de Phoenix en retour de considérations futures.

#### Joueurs repêchés
Les Penguins n'ont pas de choix lors du  repêchage de 2008 avant le quatrième tour, ayant échangé leurs différents choix lors des saisons précédentes pour recruter de nouveaux joueurs : le 27 février 2007, les Penguins signent Georges Laraque des Coyotes de Phoenix en retour de Daniel Carcillo, joueur des Penguins de Wilkes-Barre/Scranton, et du troisième tour du repêchage. Un an plus tard, Ray Shero échange Colby Armstrong, Erik Christensen, Angelo Esposito et le choix de première ronde au repêchage de 2008 aux Thrashers d'Atlanta en retour de Pascal Dupuis et Marián Hossa. Le même jour, l'équipe fait venir Hal Gill en provenance des Maple Leafs de Toronto pour muscler sa défense en retour du choix de deuxième ronde. Le premier choix des Penguins est donc le 120e joueur du repêchage.
| Ronde | Choix | Nom                   | Poste     | Nationalité | Équipe junior                                         |
| ----- | ----- | --------------------- | --------- | ----------- | ----------------------------------------------------- |
| 4     | 120   | Nathan Moon           | Centre    | Canada      | Frontenacs de Kingston (Ligue de hockey de l'Ontario) |
| 5     | 150   | Aleksandr Petchourski | Gardien   | Russie      | Metallurg Magnitogorsk 2 (Pervaïa Liga)               |
| 6     | 180   | Patrick Killeen       | Gardien   | Canada      | Battalion de Brampton (LHO)                           |
| 7     | 210   | Nicholas D'Agostino   | Défenseur | Canada      | Buzzers de St. Michael's (LCCH)                       |

### La préparation de saison
Alors que la saison régulière n'est pas encore commencée, les mauvaises nouvelles s'accumulent pour les Penguins avec l'indisponibilité de l'un de leurs meilleurs défenseurs Ryan Whitney. Opéré du pied gauche, il est prévu qu'il soit mis de côté entre 3 et 5 mois à partir de son opération, mi-août. Un mois plus tard, l'équipe perd son défenseur numéro un : Sergueï Gontchar se fait opérer de l'épaule, blessure contractée la saison passée lors d'un match de la finale de la Coupe Stanley et mal soignée. Il est alors annoncé qu'il manquera entre quatre et six mois de la saison. Pour pallier l'absence de Gontchar, l'entraîneur de l'équipe, Michel Therrien décide de mettre en place un système d'assistant-capitaine par rotation et c'est Malkine qui est désigné pour porter le A sur son maillot pour le premier mois.
Au cours de la présaison, les Penguins jouent cinq matchs de préparation et n'en perdent qu'un seul, le premier, après une séance de tir de fusillade. L'équipe joue deux matchs contre le Lightning de Tampa Bay et deux autres contre les Maple Leafs de Toronto. Le dernier match de préparation est joué en Finlande contre le Jokerit Helsinki du championnat de Finlande, la SM-liiga. Crosby fait la majeure partie du spectacle en réalisant trois passes décisives et montrant que l'équipe est prête à reprendre la compétition.

### Octobre

Patch porté par les Penguins pour les deux premiers matchs de la saison.

Les Rangers de New York, le Lightning de Tampa Bay, les Sénateurs d'Ottawa et les Penguins sont les quatre équipes de la LNH qui ont été choisies pour commencer leur saison par une série de deux matchs à Prague pour les deux premières et à Stockholm pour les deux autres.
Lors du premier match de la saison, le 4 octobre 2008, Tyler Kennedy ouvre le score pour les Penguins au bout de quarante secondes de jeu ; Shean Donovan permet aux Sénateurs d'égaliser avant que Malkine redonne l'avantage à Pittsburgh. Dany Heatley et Jason Spezza inscrivent par la suite chacun un but pour donner l'avantage à Ottawa à la fin du deuxième tiers-temps. L'égalisation pour Pittsburgh vient par l'intermédiaire de Rob Scuderi au milieu du troisième tiers-temps. Comme pour tous les matchs de la saison régulière en cas de match nul, une prolongation de cinq minutes est prévue pour départager les deux équipes et il ne reste qu'une trentaine de secondes à jouer dans la prolongation quand Kennedy inscrit son deuxième but de la soirée et offre une première victoire au sien. Ottawa et Pittsburgh se rencontrent à nouveau le lendemain soir et cette fois, ce sont les Sénateurs qui s'imposent avec un doublé de Heatley et malgré le premier but de sa carrière d'Alex Goligoski dans la LNH.
Le 18 octobre, lors du sixième match de la saison, alors que Malkine a déjà inscrit six points, Crosby attend toujours de marquer son premier but de la saison, but qui lui ferait atteindre la barre du centième dans sa carrière. Il marque alors tour à tour sa deux-centième aide, son trois-centième point à la suite d'une aide puis son centième but ; dans le même temps, Malkine récolte également un point par but ce soir là en réalisant quatre passes décisives et dépasse la barre des 200 points au total. Les Penguins terminent le mois d'octobre avec une fiche de cinq victoires, quatre matchs perdus et deux défaites en prolongation, dont une défaite contre les Rangers de New York après les tirs de fusillade, les trois tireurs de Pittsburgh, Kristopher Letang, Petr Sýkora et Crosby manquant tous les trois leur tentative alors que Fredrik Sjöström trompe Marc-André Fleury sur le troisième et dernier tir des Rangers

### Novembre
Les Penguins commencent le mois de novembre de la meilleure des manières possible en remportant les six premières rencontres. Au cours de cette série de rencontres, le 11 novembre, ils retrouvent pour la première fois depuis la finale 2008 de la Coupe Stanley les Red Wings de Détroit. Jordan Staal inscrit le deuxième coup du chapeau de sa carrière en inscrivant les trois derniers buts de son équipe lors du temps réglementaire et permettant aux deux équipes d'être à égalité six buts partout. Le troisième but de Staal est inscrit alors qu'il reste 23 secondes de jeu. Lors de la prolongation qui suit, il réussit une passe décisive pour le but de Rouslan Fedotenko et la victoire de l'équipe.
Le 15 novembre, l'organisation des Penguins utilise officiellement en place un troisième maillot. Il s'agit du premier maillot de l'histoire de la franchise également utilisé lors de la Classique hivernale de la saison passée. Le maillot leur porte chance puisqu'une nouvelle fois menés au score, les Penguins connaissent une nouvelle fois un troisième tiers-temps très productif en inscrivant quatre buts pour reprendre l'avantage et remporter la rencontre contre les Sabres de Buffalo 5-2. Le lendemain, Darryl Sydor peu utilisé par les Penguins retourne jouer pour son équipe précédente, les Stars de Dallas en retour du vétéran né en 1973, Philippe Boucher. Finalement la série de victoires de Pittsburgh prend fin le 18 novembre par une défaite à la suite des tirs de fusillade le 18 novembre contre le Wild du Minnesota. Ce match marque également la fin d'une série de treize rencontres consécutives avec au moins une passe décisive pour Malkine.

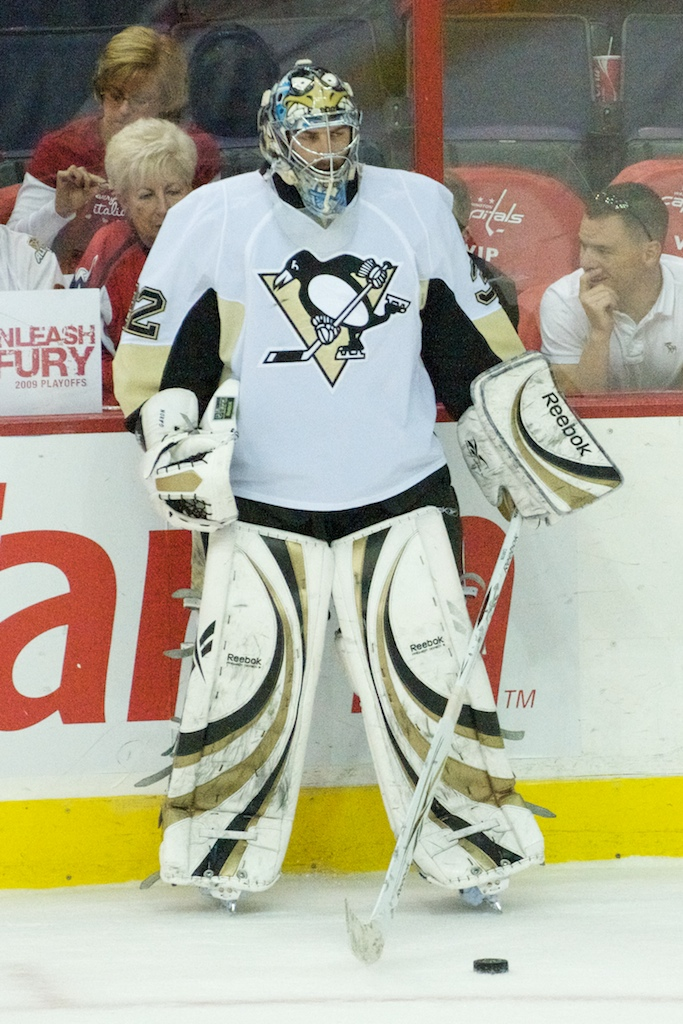
À la suite des départs de Ty Conklin puis de Dany Sabourin, Mathieu Garon devient le gardien no 2 de l'équipe.

Le 26 novembre alors que Marc-André Fleury est absent pour cause de blessure, Dany Sabourin commence le match mais après avoir encaissé trois buts en une vingtaine de minutes, John Curry, gardien habituel des Penguins de Wilkes-Barre/Scranton rentre en jeu et réalise onze arrêts pour la victoire de son équipe 5-3 sur la glace des Islanders de New York. Ce soir là, Malkine réalise son troisième coup du chapeau de sa carrière. Lors du match suivant, le soir de Thanksgiving, Curry joue son premier match en tant que titulaire. Malgré de bons arrêts, Curry ne peut empêcher son équipe de perdre contre les Sabres de Buffalo. Le lendemain au soir pour le dernier match du mois des Pens, c'est au tour de Crosby d'inscrire un coup du chapeau contre les Devils du New Jersey diminués par l'absence de leur gardien vedette, Martin Brodeur.
À la fin du mois de novembre, Malkine et Crosby dominent le classement des pointeurs de la LNH avec, respectivement, 39 et 34 points ; Malkine, également meilleur passeur de la LNH, est nommé deuxième meilleur joueur du mois derrière Aleksandr Ovetchkine, joueur vedette des Capitals de Washington.

### Décembre
Début décembre, les Penguins connaissent une baisse de régime, perdant trois matchs de suite contre les Sénateurs d'Ottawa, les Sabres de Buffalo et les Devils. Ils se rattrapent le soir du 11 décembre battant les Islanders de New York 9 buts à 2. Curry est dans les buts pour sa deuxième titularisation mais Petr Sýkora est un des héros de la soirée inscrivant un coup du chapeau, performance également réalisée par Pascal Dupuis. Sýkora inscrit pour la première fois de sa carrière un coup du chapeau. Il met alors fin à une série record de 38 matchs sur 870 dans la LNH avec deux buts sans pour autant réussir à inscrire un troisième but dans la soirée,.
Les Penguins connaissent une fin d'année 2008 et un début 2009 catastrophique, ne parvenant pas à enchaîner les victoires et ceci malgré le retour de Ryan Whitney au jeu le 23 décembre après avoir manqué une trentaine de matchs en raison d'une blessure au pied.
Le 26 décembre, les Penguins remportent leur rencontre contre les Devils du New Jersey sur le score de 1-0, Marc-André Fleury joue son cinquième match consécutif dans les buts de l'équipe et réalise le premier blanchissage de la saison pour l'équipe ; il arrête les 37 lancers des Devils alors que Scott Clemmensen laisse passer un tir de Fedotenko. Malgré ce bon résultat, les Penguins terminent l'année en perdant les deux rencontres suivantes.

### Janvier
Les Penguins perdent également les trois premières rencontres du mois de janvier, ne parvenant pas à inscrire le moindre but entre trente-deux supériorités numériques et passant de la deuxième place de la conférence de l'Est à la neuvième, donc non qualifiés pour les séries. L'équipe de Pittsburgh parvient à sortir de sa torpeur le 6 janvier, lors du quarante-deuxième match de la saison régulière, en remportant la rencontre 3-1 contre les Thrashers d'Atlanta ; lors de cette rencontre, Crosby inscrit un but en supériorité numérique, Sýkora inscrit les deux autres buts alors que Malkine compte trois assistances.
Le 8 janvier, Staal signe une prolongation de contrat pour quatre saisons avec les Penguins,. Mais le jour même, les Penguins perdent une nouvelle fois sur le score de 5-3 contre les Predators de Nashville. Le 17 janvier, alors que les Penguins n'arrivent toujours pas à enchaîner les victoires, Mathieu Garon des Oilers d'Edmonton rejoint l'équipe en retour de Ryan Stone, de Dany Sabourin et d'un choix de quatrième ronde au repêchage d'entrée de 2011.
Il faut attendre le 18 janvier pour voir l'équipe enchaîner deux victoires d'abord contre les Ducks d'Anaheim puis contre les Rangers de New York. Cela n'était pas arrivé pour l'équipe depuis le 15 novembre mais ils perdent le match suivant, le dernier avant le Match des étoiles. Avec cinquante points, les Penguins sont classés dixièmes de la Conférence, deux places derrière les Hurricanes de la Caroline, dernière équipe qualifiée pour les séries éliminatoires.

### Le Match des étoiles
Le 57e Match des étoiles de la LNH a lieu à Montréal les 24 et 25 janvier ; le match vient célébrer le Centenaire des Canadiens de Montréal. À partir du 11 novembre, les fans ont pu voter pour élire les douze joueurs entamant le match. Au bout de trois jours de vote, les six joueurs des Canadiens de Montréal sont en tête des suffrages avec de nombreuses voix d'avance et il apparaît finalement qu'un script informatique aurait permis à des fans des Canadiens d'un forum de voter automatiquement pour les six joueurs. Malgré tout, les fans des Penguins réagissent et petit à petit les deux joueurs vedettes de Pittsburgh, Malkine et Crosby, reviennent sur le trio canadien pour finalement les dépasser. Au niveau des gardiens de but, Carey Price et Marc-André Fleury se battent pour la première place.
Le 21 décembre 2008, Crosby dépasse le record du nombre de voix obtenu par Jaromír Jágr pour le 50e Match des étoiles en 2000, Jágr avait alors obtenu 1 020 736 voix. Finalement, Crosby et Malkine sont tous les deux sélectionnés pour jouer le Match des étoiles alors que Fleury se voit dépasser par Price de 30 000 votes. Les nombres des votes obtenus par les joueurs des Penguins sont les suivants :
| Joueur            | Nombre de votes | Commentaire                                                      |
| ----------------- | --------------- | ---------------------------------------------------------------- |
| Sidney Crosby     | 1 713 021       | Meilleur total de votes tous joueurs confondus.                  |
| Ievgueni Malkine  | 1 585 936       | Deuxième meilleur total de votes tous joueurs confondus.         |
| Sergueï Gontchar  | 1 354 079       | Non éligible car moins de vingt matchs joués début janvier 2009. |
| Ryan Whitney      | 1 311 374       | Non éligible car moins de vingt matchs joués début janvier 2009. |
| Marc-André Fleury | 1 486 079       | Deuxième gardien derrière Price avec 1 515 885 votes.            |

Le 22 janvier, les Penguins annoncent que Crosby manquera finalement le match en raison d'une blessure au genou récoltée quelques jours plus tôt et mal soignée. Il est remplacé dans l'effectif par Martin Saint-Louis et dans le cinq de départ par Vincent Lecavalier. Finalement, Malkine est le seul représentant de l'équipe pour le Match des étoiles  et pour les concours d'habiletés ; il remporte le concours de la précision de tir touchant les quatre cibles en quatre lancers lors de la première phase et ne manquant qu'une cible lors de la seconde. Le lendemain, lors du match entre les deux conférences, il inscrit un but parmi les onze inscrits par la conférence de l'Est.
Les Penguins retournent au jeu le 28 janvier contre les Rangers de New York et au bout de trois secondes de jeu, un combat éclate entre Eric Godard et Colton Orr ; après un match riche en intensité, les Penguins l'emportent sur le score de 6-2 mais perdent la rencontre suivante 3-4 en prolongation contre les Devils.

### Février

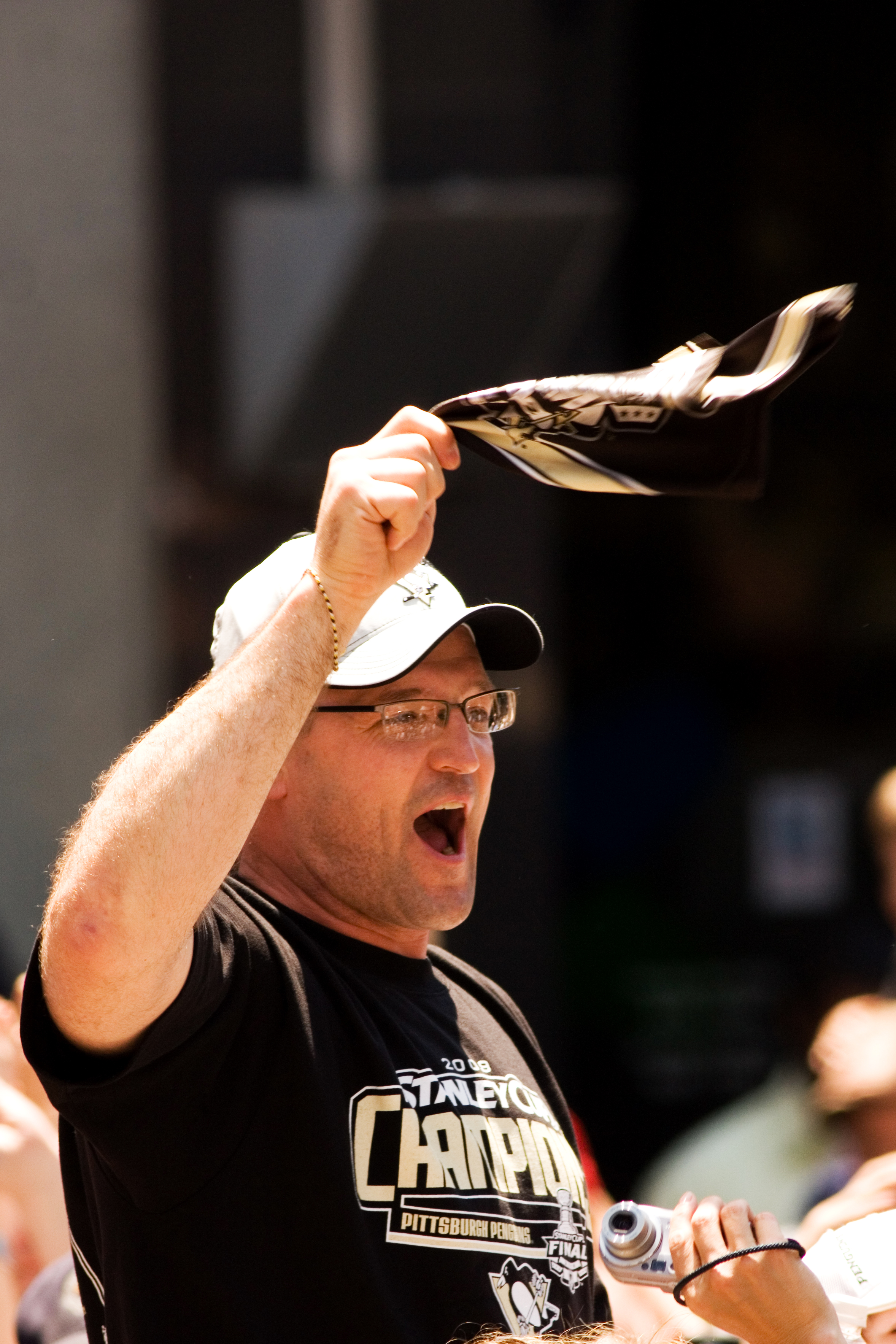
Dan Bylsma arrive en cours d'année derrière le banc de l'équipe.

Le 14 février, Gontchar commence sa saison 2008-2009 mais l'équipe perd 2-6 contre les Maple Leafs de Toronto. Le lendemain, Therrien et son adjoint, André Savard, sont congédiés par les Penguins en raison des résultats décevants au cours des deux derniers mois. L'entraîneur des Penguins de Wilkes-Barre/Scranton de la Ligue américaine de hockey, Dan Bylsma, est alors appelé pour remplacer Therrien alors que les Penguins pointent à la dixième place de la conférence et ne sont pas qualifiés pour les séries,.
Le 21 février, Crosby inscrit le 250e point de sa carrière au cours d'un match à quatre points : deux passes et deux buts contre les Flyers de Philadelphie, pour une première victoire à l'extérieur depuis plus d'un mois. Quatre jours plus tard, les Penguins et Fleury enregistrent un troisième blanchissage de la saison en battant les Islanders de New York sur le score de 1-0, un but inscrit par Sýkora ; malgré cette victoire, l'équipe est toujours en retard de deux points pour pouvoir jouer les séries.
Alors que les Penguins continuent d'alterner victoires et défaites, la direction de l'équipe décide de se séparer de Ryan Whitney pour trouver une solution pour épauler Crosby sur les ailes. Whitney rejoint les Ducks en retour des droits du prospect Eric Tangradi et de l'ailier Chris Kunitz,. Pour son premier match sous ses nouvelles couleurs, Kunitz inscrit deux points par une passe et un but pour la victoire en prolongation de l'équipe contre Chicago.

### Mars
Les Penguins font retour dans la première partie de l'Association de l'Est le 1er mars grâce à une victoire contre les Stars de Dallas ; Pittsburgh remporte le match grâce à, entre autres, un but et deux passes décisives de Malkine qui est toujours le meilleur pointeur de la LNH. Le 4 mars est le dernier jour possible des échanges, jour appelé trade dead line, et les Penguins anticipent la date en mettant Šatan en ballotage afin d'avoir une plus grande marge de manœuvre du point de vue masse salariale de l'équipe ainsi que pour le nombre de joueurs de l'équipe. Les Penguins signent le vétéran Bill Guerin, capitaine des Islanders de New York, en retour d'un choix conditionnel lors du repêchage d'entrée de 2009. Guerin a alors pour tâche d'apporter son expérience à la jeune équipe de Pennsylvanie mais également de servir de troisième joueur de la première ligne aux côtés de Crosby et de Kunitz. Les autres équipes faisant également de la place dans leur effectif, les Penguins en profitent pour récupérer Craig Adams mis en ballotage par les Blackhawks de Chicago.
Le 15 mars, les Penguins jouent leur centième match consécutif à guichets fermés. Deux jours plus tard, Malkine dépasse la barre des cent points depuis les débuts de la saison, comptabilisant cinq points, deux buts et trois passes, lors d'une victoire 6-2 contre Atlanta. Les Penguins terminent le mois de mars en jouant huit rencontres de suite à domicile dont huit six victoires.

### Avril
Le dernier match de cette série a en réalité lieu le 1er avril et après une victoire 6-1 contre les Devils ils montent à la quatrième place du classement de la Conférence de l'Est.
Le 7 avril, Crosby inscrit deux buts en supériorité numérique lors de la victoire 6-4 des siens contre le Lightning de Tampa Bay, dépassant pour la troisième saison consécutive la barre des 100 points ; avec Malkine également à plus de cent points, c'est la première fois depuis la saison 1995-1996 et depuis Mario Lemieux et Jaromír Jágr que deux joueurs des Penguins dépassent les cent points. Ce soir là, Sýkora inscrit également un but pour le trois-centième de sa carrière dans la LNH alors qu'avec cette victoire les Penguins se qualifient officiellement pour les séries éliminatoires. Quatre jours plus tard, les Penguins jouent leur quatre-vingt-deuxième et dernière rencontre de la saison régulière contre les Canadiens de Montréal au Centre Bell ; Malkine inscrit ce soir là son 35e but de la saison, le premier de la rencontre, puis Talbot et Letang comptent également des buts alors que seul Roman Hamrlík inscrit un filet pour les Canadiens.
La saison des Penguins se termine donc avec une victoire, alors que Malkine est le meilleur pointeur de la ligue avec cent-treize réalisations, trois de plus qu'Ovetchkine et dix de plus que son capitaine, troisième au classement de la LNH. Il reçoit alors le trophée Art-Ross du meilleur pointeur et c'est la treizième fois qu'un joueur des Penguins remporte le titre depuis 1988.

## Statistiques de la saison régulière

### Composition de l'équipe
| No | Joueur            | PJ | V  | D  | DP | Min   | BC  | BL | Moy  | B | A | Pun | Commentaire                                     |
| -- | ----------------- | -- | -- | -- | -- | ----- | --- | -- | ---- | - | - | --- | ----------------------------------------------- |
| 29 | Marc-André Fleury | 62 | 35 | 18 | 7  | 3 641 | 162 | 4  | 2,67 | 0 | 1 | 8   |                                                 |
| 30 | Dany Sabourin     | 19 | 6  | 8  | 2  | 989   | 47  | 0  | 2,85 | 0 | 0 | 2   | A fini la saison avec les Oilers d'Edmonton     |
| 32 | Mathieu Garon     | 19 | 8  | 9  | 0  | 1 021 | 53  | 0  | 3,11 | 0 | 0 | 0   | A commencé la saison avec les Oilers d'Edmonton |
| 1  | John Curry        | 3  | 2  | 1  | 0  | 150   | 6   | 0  | 2,40 | 0 | 0 | 0   |                                                 |

| No     | Joueur            | Poste | PJ | B  | A  | Pts | +/- | Pun | Commentaire                                                                                  |
| ------ | ----------------- | ----- | -- | -- | -- | --- | --- | --- | -------------------------------------------------------------------------------------------- |
| 2      | Hal Gill          | D     | 62 | 2  | 8  | 10  | 11  | 53  | Assistant-capitaine de Crosby au mois de novembre                                            |
| 3 / 13 | Alex Goligoski    | D     | 45 | 6  | 14 | 20  | 5   | 16  | Porte le numéro 13 avant l'arrivée de Guerin au sein de l'équipe                             |
| 4      | Rob Scuderi       | D     | 81 | 1  | 15 | 16  | 23  | 18  | Assistant-capitaine de Crosby au mois de novembre                                            |
| 5      | Darryl Sydor      | D     | 8  | 1  | 1  | 2   | 5   | 2   | A fini la saison avec les Stars de Dallas                                                    |
| 7      | Mark Eaton        | D     | 68 | 4  | 5  | 9   | 3   | 36  |                                                                                              |
| 9      | Pascal Dupuis     | AD    | 71 | 12 | 16 | 28  | 1   | 30  |                                                                                              |
| 11     | Jordan Staal      | C     | 82 | 22 | 27 | 49  | 5   | 37  | Assistant-capitaine de Crosby au mois de décembre                                            |
| 13     | Bill Guerin       | AD    | 16 | 5  | 7  | 12  | 3   | 18  | A commencé la saison avec les Islanders de New York                                          |
| 14     | Chris Kunitz      | AG    | 20 | 7  | 11 | 18  | 3   | 16  | A commencé la saison avec les Ducks d'Anaheim                                                |
| 15     | Michael Zigomanis | C     | 22 | 2  | 4  | 6   | -2  | 27  |                                                                                              |
| 16     | Paul Bissonnette  | AD    | 15 | 0  | 1  | 1   | -1  | 22  |                                                                                              |
| 17     | Petr Sýkora       | AD    | 76 | 25 | 21 | 46  | 3   | 36  | Assistant-capitaine de Crosby au mois de janvier                                             |
| 18     | Chris Minard      | AG    | 20 | 1  | 2  | 3   | 0   | 4   |                                                                                              |
| 19     | Ryan Whitney      | D     | 28 | 2  | 11 | 13  | -15 | 16  | Assistant-capitaine de Crosby au mois de janvier · A fini la saison avec les Ducks d'Anaheim |
| 20     | Janne Pesonen     | AG    | 7  | 0  | 0  | 0   | -3  | 0   |                                                                                              |
| 22     | Jeff Taffe        | AG    | 8  | 0  | 2  | 2   | -4  | 2   |                                                                                              |
| 24     | Matt Cooke        | AG    | 76 | 13 | 18 | 31  | 0   | 101 | Assistant-capitaine de Crosby au mois de décembre                                            |
| 25     | Maxime Talbot     | C     | 75 | 12 | 10 | 22  | -9  | 63  |                                                                                              |
| 26     | Rouslan Fedotenko | AG    | 65 | 16 | 23 | 39  | 18  | 44  |                                                                                              |
| 27     | Craig Adams       | AD    | 9  | 0  | 1  | 1   | 0   | 0   | A commencé la saison avec les Blackhawks de Chicago                                          |
| 28     | Eric Godard       | AD    | 71 | 2  | 2  | 4   | -3  | 171 |                                                                                              |
| 33     | Andy Wozniewski   | D     | 1  | 0  | 0  | 0   | 0   | 0   |                                                                                              |
| 33     | Ryan Stone        | C     | 2  | 0  | 0  | 0   | 1   | 2   |                                                                                              |
| 36     | Connor James      | AG    | 1  | 0  | 0  | 0   | 0   | 0   |                                                                                              |
| 37     | Bill Thomas       | AD    | 16 | 2  | 1  | 3   | -4  | 2   |                                                                                              |
| 42     | Dustin Jeffrey    | C     | 14 | 1  | 2  | 3   | 4   | 0   |                                                                                              |
| 43     | Philippe Boucher  | D     | 25 | 3  | 3  | 6   | 10  | 24  | A commencé la saison avec les Stars de Dallas                                                |
| 44     | Brooks Orpik      | D     | 79 | 2  | 17 | 19  | 10  | 73  | Assistant-capitaine de Crosby au mois d'octobre puis à partir de février                     |
| 48     | Tyler Kennedy     | C     | 67 | 15 | 20 | 35  | 15  | 30  |                                                                                              |
| 55     | Sergueï Gontchar  | D     | 25 | 6  | 13 | 19  | 6   | 26  |                                                                                              |
| 58     | Kristopher Letang | D     | 74 | 10 | 23 | 33  | -7  | 24  |                                                                                              |
| 61     | Luca Caputi       | AG    | 5  | 1  | 0  | 1   | -1  | 4   |                                                                                              |
| 63     | Tim Wallace       | AD    | 16 | 0  | 2  | 2   | 2   | 7   |                                                                                              |
| 65     | Ben Lovejoy       | D     | 2  | 0  | 0  | 0   | 0   | 0   |                                                                                              |
| 71     | Ievgueni Malkine  | C     | 82 | 35 | 78 | 113 | 17  | 80  | Assistant-capitaine de Crosby au mois d'octobre puis à partir de février                     |
| 81     | Miroslav Šatan    | AD    | 65 | 17 | 19 | 36  | 3   | 36  |                                                                                              |
| 87     | Sidney Crosby     | C     | 77 | 33 | 70 | 103 | 3   | 76  | C - capitaine                                                                                |

### Match après match
Cette section présente les résultats de la saison régulière qui s'est déroulée entre le 5 octobre et le 31 mars.
Nota : les résultats sont indiqués dans la boîte déroulante ci-dessous afin de ne pas surcharger l'affichage de la page. La colonne « Fiche » indique à chaque match le parcours de l'équipe au niveau des victoires, défaites et défaites en prolongation ou lors de la séance de tir de fusillade (dans l'ordre). L'avant-dernière colonne, la colonne « Pts » indique les points récoltés par l'équipe au cours de la saison. Une victoire rapporte deux points et une défaite en prolongation, un seul.
| Date         | Adversaire   | Lieu         | Résultat | Score    | Buteur | Gardien                    | Fiche   | Pts | Résumé   |
| ------------ | ------------ | ------------ | -------- | -------- | --- | -------------------------- | ------- | --- | -------- |
| 4 octobre    | Sénateurs    | Stockholm    | Victoire | 4-3 (P)  | Kennedy (Staal) Malkine Scuderi (Crosby - Šatan) Kennedy | Fleury                     | 1-0-0   | 2   | [ R 1 ]  |
| 5 octobre    | Sénateurs    | Stockholm    | Défaite  | 1-3      | Goligoski (Crosby - Malkine) | Fleury                     | 1-1-0   | 2   | [ R 2 ]  |
| 11 octobre   | Devils       | Pittsburgh   | Défaite  | 2-1 (P)  | Šatan (Staal - Malkine) | Fleury                     | 1-1-1   | 3   | [ R 3 ]  |
| 14 octobre   | Flyers       | Pittsburgh   | Victoire | 2-3 (P)  | Orpik (Letang - Kennedy) Zigomanis (Cooke - Godard) Dupuis (Orpik - Letang) | Fleury                     | 2-1-1   | 5   | [ R 4 ]  |
| 16 octobre   | Capitals     | Pittsburgh   | Défaite  | 4-3      | Goligoski (Malkine - Crosby) Malkine (Crosby - Šatan) Šatan (Sýkora - Malkine) | Fleury                     | 2-2-1   | 5   | [ R 5 ]  |
| 18 octobre   | Maple Leafs  | Pittsburgh   | Victoire | 1-4      | Dupuis (Crosby - Malkine) Šatan (Crosby - Malkine) Crosby (Malkine - Letang) Sýkora (Crosby - Malkine) | Fleury                     | 3-2-1   | 7   | [ R 6 ]  |
| 20 octobre   | Bruins       | Boston       | Victoire | 2-1 (TF) | Šatan (Malkine - Crosby) · TF : Letang - Sýkora · Crosby - Šatan - Malkine | Sabourin                   | 4-2-1   | 9   | [ R 7 ]  |
| 23 octobre   | Hurricanes   | Pittsburgh   | Victoire | 1-4      | Crosby (Malkine) Fedotenko (Staal - Sýkora) Talbot (Kennedy) Malkine (Crosby - Scuderi) | Fleury                     | 5-2-1   | 11  | [ R 8 ]  |
| 25 octobre   | Rangers      | New York     | Défaite  | 2-3 (TF) | Scuderi (Kennedy - Letang) · Crosby (Malkine - Goligoski) · TF : Letang - Sýkora - Crosby | Fleury                     | 5-2-2   | 12  | [ R 9 ]  |
| 28 octobre   | Sharks       | San José     | Défaite  | 1-2      | Fedotenko (Crosby - Malkine) | Sabourin                   | 5-3-2   | 12  | [ R 10 ] |
| 30 octobre   | Coyotes      | Phoenix      | Défaite  | 1-4      | Šatan (Malkine - Goligoski) | Fleury                     | 5-4-2   | 12  | [ R 11 ] |
| 1er novembre | Blues        | Saint-Louis  | Victoire | 6-3      | Šatan (Crosby - Letang) Goligoski (Šatan - Sydor) Malkine (Sýkora - Crosby) Kennedy (Cooke - Gill) Talbot (Šatan - Oprik) Staal (Malkine - Kennedy)                                                                                    | Fleury                     | 6-4-2   | 14  | [ R 12 ] |
| 6 novembre   | Oilers       | Pittsburgh   | Victoire | 4-5      | Šatan (Orpik - Fedotenko) Talbot (Crosby) Šatan (Malkine - Goligoski) Sýkora (Malkine) Sýkora (Malkine - Letang) | Fleury                     | 7-4-2   | 16  | [ R 13 ] |
| 8 novembre   | Islanders    | Uniondale    | Victoire | 4-3 (TF) | Kennedy (Zigomanis - Cooke) · Staal (Malkine - Letang) · Kennedy (Goligoski - Zigomanis) · TF : Sýkora - Šatan | Sabourin                   | 8-4-2   | 18  | [ R 14 ] |
| 11 novembre  | Red Wings    | Détroit      | Victoire | 7-6 (P)  | Crosby (Šatan - Talbot) Talbot (Sýkora - Crosby) Malkine (Šatan - Crosby) Staal (Cooke - Zigomanis) Staal (Cooke - Letang) Staal (Malkine - Goligoski) Fedotenko (Staal)                                                               | Fleury                     | 9-4-2   | 20  | [ R 15 ] |
| 13 novembre  | Flyers       | Pittsburgh   | Victoire | 4-5 (TF) | Cooke (Kennedy - Letang) · Malkine (Fedotenko - Sýkora) · Crosby (Sýkora - Šatan) · Crosby (Talbot - Malkine) · TF : Sýkora - Letang - Crosby · Malkine - Šatan - Goligoski                                                            | Fleury - Sabourin          | 10-4-2  | 22  | [ R 16 ] |
| 15 novembre  | Sabres       | Pittsburgh   | Victoire | 2-5      | Malkine (Goligoski - Fedotenko) Goligoski (Crosby - Malkine) Staal (Cooke - Kennedy) Fedotenko (Malkine - Sýkora) Staal (Malkine - Sýkora)                                                                                             | Fleury                     | 11-4-2  | 24  | [ R 17 ] |
| 18 novembre  | Wild         | Pittsburgh   | Défaite  | 1-2 (TF) | Cooke (Staal - Scuderi) · TF : Goligoski - Crosby | Sabourin                   | 11-4-3  | 25  | [ R 18 ] |
| 20 novembre  | Thrashers    | Atlanta      | Victoire | 3-2      | Šatan (Dupuis - Crosby) Crosby (Kennedy) Sýkora (Crosby - Malkine) | Sabourin                   | 12-4-3  | 27  | [ R 19 ] |
| 22 novembre  | Canucks      | Pittsburgh   | Défaite  | 3-1      | Zigomanis (Kennedy - Goligoski) | Sabourin                   | 12-5-3  | 27  | [ R 20 ] |
| 26 novembre  | Islanders    | Uniondale    | Victoire | 5-3      | Oprik (Dupuis) Crosby (Malkine - Letang) Malkine (Crosby - Orpik) Malkine (Crosby) Malkine (Scuderi) | Sabourin - Curry           | 13-5-3  | 29  | [ R 21 ] |
| 28 novembre  | Sabres       | Buffalo      | Défaite  | 3-4      | Kennedy (Cooke - Scuderi) Crosby (Malkine) | Curry                      | 13-6-3  | 29  | [ R 22 ] |
| 29 novembre  | Devils       | Pittsburgh   | Victoire | 1-4      | Crosby (Šatan - Gill) Sýkora (Crosby - Kennedy) Crosby (Malkine) Crosby (Malkine - Zigomanis) | Sabourin                   | 14-6-3  | 31  | [ R 23 ] |
| 3 décembre   | Rangers      | New York     | Défaite  | 2-3 (TF) | Eaton (Crosby) · Staal (Scuderi - Cooke) · TF : Šatan - Letang | Sabourin                   | 14-6-4  | 32  | [ R 24 ] |
| 4 décembre   | Hurricanes   | Raleigh      | Victoire | 5-2      | Sýkora (Crosby - Goligoski) Dupuis (Crosby) Sýkora (Crosby - Malkine) Šatan (Crosby - Letang) Fedotenko (Malkine) | Sabourin                   | 15-6-4  | 34  | [ R 25 ] |
| 6 décembre   | Sénateurs    | Ottawa       | Défaite  | 2-3      | Staal (Crosby - Malkine) Malkine (Staal) | Sabourin                   | 15-7-4  | 34  | [ R 26 ] |
| 8 décembre   | Sabres       | Pittsburgh   | Défaite  | 4-3      | Fedotenko (Malkine - Sýkora) Letang (Crosby) | Sabourin                   | 15-8-4  | 34  | [ R 27 ] |
| 10 décembre  | Devils       | Newark       | Défaite  | 1-4      | Cooke (Malkine - Fedotenko) | Sabourin                   | 15-9-4  | 34  | [ R 28 ] |
| 11 décembre  | Islanders    | Pittsburgh   | Victoire | 2-9      | Dupuis (Šatan - Scuderi) Šatan (Cooke - Crosby) Sýkora (Malkine - Fedotenko) Boucher (Crosby - Šatan) Malkine (Goligoski - Sýkora) Sýkora (Goligoski - Talbot) Sýkora (Crosby - Staal) Dupuis (Staal - Scuderi) Dupuis (Cooke - Orpik) | Curry                      | 16-9-4  | 36  | [ R 29 ] |
| 13 décembre  | Flyers       | Philadelphie | Défaite  | 3-6      | Staal (Goligoski - Fedotenko) Godard (Sýkora - Malkine) Fedotenko (Sýkora - Taffe) | Sabourin                   | 16-10-4 | 36  | [ R 30 ] |
| 18 décembre  | Thrashers    | Atlanta      | Victoire | 6-3      | Cooke (Wallace - Staal) Malkine (Sýkora) Staal (Malkine - Crosby) Šatan (Taffe - Fedotenko) Boucher (Malkine - Sýkora) Malkine (Crosby - Scuderi)                                                                                      | Fleury                     | 17-10-4 | 38  | [ R 31 ] |
| 20 décembre  | Maple Leafs  | Pittsburgh   | Défaite  | 7-3      | Malkine (Eaton - Šatan) Sýkora (Malkine - Letang) Sýkora (Goligoski) | Fleury                     | 17-11-4 | 38  | [ R 32 ] |
| 22 décembre  | Sabres       | Buffalo      | Victoire | 4-3 (P)  | Dupuis (Šatan - Orpik) Goligoski (Malkine - Fedotenko) Goligoski (Malkine - Staal) Crosby (Malkine - Goligoski) | Fleury                     | 18-11-4 | 40  | [ R 33 ] |
| 23 décembre  | Lightning    | Pittsburgh   | Défaite  | 2-0      | - | Fleury                     | 18-12-4 | 40  | [ R 34 ] |
| 26 décembre  | Devils       | Newark       | Victoire | 1-0      | Fedotenko (Malkine - Sýkora) | Fleury                     | 19-12-4 | 42  | [ R 35 ] |
| 27 décembre  | Canadiens    | Pittsburgh   | Défaite  | 3-2      | Dupuis (Whitney - Crosby) Crosby (Dupuis - Orpik) | Fleury                     | 19-13-4 | 42  | [ R 36 ] |
| 30 décembre  | Bruins       | Pittsburgh   | Défaite  | 5-2      | Sýkora (Fedotenko - Jeffrey) Dupuis (Crosby) | Fleury                     | 19-14-4 | 42  | [ R 37 ] |
| 1er janvier  | Bruins       | Boston       | Défaite  | 2-4      | Jeffrey (Goligoski - Wallace) Fedotenko (Šatan - Malkine) | Sabourin                   | 19-15-4 | 42  | [ R 38 ] |
| 3 janvier    | Panthers     | Sunrise      | Défaite  | 6-1      | Fedotenko | Fleury - Sabourin - Fleury | 19-16-4 | 42  | [ R 39 ] |
| 5 janvier    | Rangers      | New York     | Défaite  | 0-4      | - | Fleury                     | 19-17-4 | 42  | [ R 40 ] |
| 6 janvier    | Thrashers    | Pittsburgh   | Victoire | 1-3      | Sýkora (Whitney - Malkine) Sýkora (Malkine) Crosby (Malkine - Whitney) | Fleury                     | 20-17-4 | 44  | [ R 41 ] |
| 8 janvier    | Predators    | Nashville    | Défaite  | 3-5      | Sýkora (Crosby) Staal (Kennedy - Crosby) Talbot (Cooke) | Fleury                     | 19-18-4 | 44  | [ R 42 ] |
| 10 janvier   | Avalanche    | Denvers      | Défaite  | 3-5      | Malkine (Crosby - Orpik) Crosby (Malkine - Orpik) Staal | Sabourin - Fleury          | 19-19-4 | 42  | [ R 43 ] |
| 13 janvier   | Flyers       | Philadelphie | Victoire | 4-2      | Kennedy (Talbot - Bissonette) Malkine (Crosby) Staal (Šatan - Letang) Cooke (Crosby - Orpik) | Fleury                     | 21-19-4 | 46  | [ R 44 ] |
| 14 janvier   | Capitals     | Pittsburgh   | Défaite  | 6-3      | Malkine (Crosby - Šatan) Šatan (Talbot - Kennedy) Whitney (Crosby - Jeffrey) | Fleury                     | 21-20-4 | 46  | [ R 45 ] |
| 16 janvier   | Ducks        | Pittsburgh   | Victoire | 1-3      | Cooke (Malkine - Gill) Cooke (Whitney - Malkine) Gill (Staal) | Fleury                     | 22-20-4 | 48  | [ R 46 ] |
| 18 janvier   | Rangers      | Pittsburgh   | Victoire | 0-3      | Minard (Sýkora - Gill) Sýkora (Šatan - Scuderi) Sýkora (Whitney - Staal) | Fleury                     | 23-20-4 | 50  | [ R 47 ] |
| 20 janvier   | Hurricanes   | Pittsburgh   | Défaite  | 2-1      | Malkine (Boucher - Crosby) | Fleury                     | 23-21-4 | 50  | [ R 48 ] |
| 28 janvier   | Rangers      | Pittsburgh   | Victoire | 2-6      | Sýkora (Minard - Staal) Staal (Whitney) Letang (Crosby - Eaton) Sýkora (Crosby - Whitney) Letang (Dupuis - Crosby) Crosby (Malkine - Boucher)                                                                                          | Fleury                     | 24-21-4 | 52  | [ R 49 ] |
| 30 janvier   | Devils       | Newark       | Défaite  | 3-4 (P)  | Talbot (Whitney - Scuderi) Crosby (Malkine - Sýkora) Malkine (Crosby) | Fleury                     | 24-21-5 | 53  | [ R 50 ] |
| 31 janvier   | Maple Leafs  | Toronto      | Défaite  | 4-5      | Šatan (Talbot) Crosby (Malkine - Cooke) Malkine (Whitney - Crosby) Kennedy (Dupuis) | Garon                      | 24-22-5 | 53  | [ R 51 ] |
| 3 février    | Canadiens    | Montréal     | Défaite  | 2-4      | Caputi (Thomas - Scuderi) Malkine (Goligoski) | Fleury                     | 24-23-5 | 53  | [ R 52 ] |
| 4 février    | Lightning    | Pittsburgh   | Victoire | 3-4 (P)  | Malkine (Dupuis) Eaton (Sýkora) Sýkora (Malkine - Crosby) Malkine (Staal - Orpik) | Fleury                     | 25-23-5 | 55  | [ R 53 ] |
| 6 février    | Blue Jackets | Pittsburgh   | Victoire | 1-4      | Letang (Crosby - Whitney) Sýkora (Orpik - Malkine) Letang (Crosby - Talbot) Crosby (Dupuis - Hill) | Fleury                     | 26-23-5 | 57  | [ R 54 ] |
| 8 février    | Red Wings    | Pittsburgh   | Défaite  | 3-0      | - | Fleury                     | 26-24-5 | 57  | [ R 55 ] |
| 11 février   | Sharks       | Pittsburgh   | Victoire | 1-2 (TF) | Thomas (Šatan - Staal) · TF : Sýkora - Malkine - Crosby | Fleury                     | 27-24-5 | 59  | [ R 56 ] |
| 14 février   | Maple Leafs  | Toronto      | Défaite  | 2-6      | Cooke (Malkine - Letang) Thomas (Staal) | Fleury                     | 27-25-5 | 59  | [ R 57 ] |
| 16 février   | Islanders    | Uniondale    | Défaite  | 2-3 (TF) | Malkine · Whitney (Crosby - Gonchar) · TF : Sýkora - Malkine - Crosby | Fleury                     | 27-25-6 | 60  | [ R 58 ] |
| 19 février   | Canadiens    | Montréal     | Victoire | 4-5      | Sýkora (Minard - Malkine) Šatan (Whitney - Eaton) Malkine (Crosby - Fedotenko) Talbot (Staal - Cooke) Gonchar (Fedotenko) | Fleury                     | 28-25-6 | 62  | [ R 59 ] |
| 21 février   | Flyers       | Philadelphie | Victoire | 5-4      | Crosby (Fedotenko - Malkine) Malkine (Sýkora - Gonchar) Fedotenko (Dupuis - Crosby) Fedotenko (Crosby - Dupuis) Crosby (Dupuis) | Fleury                     | 29-25-6 | 64  | [ R 60 ] |
| 22 février   | Capitals     | Washington   | Défaite  | 2-5      | Talbot (Eaton - Orpik) Gonchar (Crosby - Malkine) | Fleury - Garon             | 29-26-6 | 64  | [ R 61 ] |
| 25 février   | Islanders    | Pittsburgh   | Victoire | 0-1      | Sýkora (Gonchar - Malkine) | Fleury                     | 30-26-6 | 66  | [ R 62 ] |
| 27 février   | Blackhawks   | Chicago      | Victoire | 5-4 (P)  | Staal (Gonchar - Kunitz) Kunitz (Staal - Kennedy) Šatan (Fedotenko) Talbot (Dupuis - Cooke) Malkine (Gonchar - Šatan) | Fleury                     | 31-26-6 | 68  | [ R 63 ] |
| 1er mars     | Star         | Dallas       | Victoire | 4-1      | Staal (Malkine - Fedotenko) Letang (Malkine - Kunitz) Šatan Malkine | Fleury                     | 32-26-6 | 70  | [ R 64 ] |
| 3 mars       | Lightning    | Tampa Bay    | Victoire | 3-1      | Kunitz (Kennedy) Kunitz (Sýkora - Malkine) Cooke (Dupuis - Talbot) | Fleury                     | 33-26-6 | 72  | [ R 65 ] |
| 5 mars       | Panthers     | Sunrise      | Victoire | 4-1      | Crosby (Guerin - Orpik) Kennedy (Cooke - Staal) Letang (Orpik) Kennedy (Malkine - Fedotenko) | Fleury                     | 34-26-6 | 74  | [ R 66 ] |
| 8 mars       | Capitals     | Washington   | Victoire | 4-3 (TF) | Crosby (Guerin - Kunitz) · Gonchar (Letang - Guerin) · Guerin (Crosby - Letang) · TF : Letang - Crosby | Fleury                     | 35-26-6 | 76  | [ R 67 ] |
| 10 mars      | Panthers     | Pittsburgh   | Victoire | 3-4 (TF) | Malkine (Crosby - Letang) · Staal (Cooke - Kennedy) · Crosby (Guerin - Kunitz) · TF : Letang - Crosby - Malkine | Fleury                     | 36-26-6 | 78  | [ R 68 ] |
| 12 mars      | Blue Jackets | Columbus     | Défaite  | 3-4 (TF) | Gonchar (Crosby - Kunitz) · Dupuis (Malkine) · Talbot (Malkine - Crosby) · TF : Letang - Crosby - Malkine | Fleury                     | 36-26-7 | 79  | [ R 69 ] |
| 14 mars      | Sénateurs    | Pittsburgh   | Défaite  | 4-3 (TF) | Godard (Dupuis - Orpik) · Crosby (Eaton - Staal) · Kennedy (Cooke) · TF : Letang - Sýkora - Crosby · Malkine - Kunitz | Fleury                     | 36-26-8 | 80  | [ R 70 ] |
| 15 mars      | Bruins       | Pittsburgh   | Victoire | 4-6      | Guerin (Crosby - Kunitz) Kunitz (Crosby - Guerin) Gonchar (Letang - Crosby) Kunitz (Guerin) Sýkora (Staal - Dupuis) Staal | Garon                      | 37-26-8 | 82  | [ R 71 ] |
| 17 mars      | Thrashers    | Pittsburgh   | Victoire | 2-6      | Gonchar (Guerin - Malkine) Kunitz (Crosby - Malkine) Staal (Kennedy - Letang) Malkine (Gonchar - Letang) Malkine (Gonchar - Crosby) Eaton (Gonchar - Malkine)                                                                          | Fleury                     | 38-26-8 | 84  | [ R 72 ] |
| 20 mars      | Kings        | Pittsburgh   | Victoire | 1-4      | Crosby Malkine (Crosby - Gonchar) Kennedy (Cooke - Gill) Guerin (Malkine) | Fleury                     | 39-26-8 | 86  | [ R 73 ] |
| 22 mars      | Flyers       | Pittsburgh   | Défaite  | 3-1      | Letang (Crosby - Malkine) | Fleury                     | 39-27-8 | 86  | [ R 74 ] |
| 25 mars      | Flames       | Pittsburgh   | Victoire | 0-2      | Letang (Crosby - Kunitz) Gill (Malkine - Scudery) | Fleury                     | 40-27-8 | 88  | [ R 75 ] |
| 28 mars      | Rangers      | Pittsburgh   | Victoire | 3-4      | Talbot (Fedotenko - Orpik) Coooke (Talbot - Malkine) Fedotenko (Scuderi - Kennedy) Crosby (Fedotenko) | Fleury                     | 41-27-8 | 90  | [ R 76 ] |
| 1er avril    | Devils       | Pittsburgh   | Victoire | 1-6      | Cooke (Talbot - Gill) Guerin (Kunitz - Fleury) Malkine (Gonchar) Crosby (Letang - Gonchar) Staal (Fedotenko - Gill) Kunitz (Dupuis - Crosby)                                                                                           | Fleury                     | 42-27-8 | 92  | [ R 77 ] |
| 4 avril      | Hurricanes   | Raleigh      | Défaite  | 2-3 (P)  | Kennedy (Fedotenko - Scuderi) Fedotenko (Staal - Kennedy) | Fleury                     | 42-27-9 | 93  | [ R 78 ] |
| 5 avril      | Panthers     | Sunrise      | Défaite  | 2-4      | Dupuis (Kennedy - Staal) Eaton (Letang - Kunitz) | Fleury                     | 42-28-9 | 93  | [ R 79 ] |
| 7 avril      | Lightning    | Tampa Bay    | Victoire | 6-4      | Fedotenko (Staal - Kennedy) Crosby (Malkine - Kunitz) Crosby (Kunitz - Malkine) Cooke (Staal - Letang) Sýkora (Fedotenko) Staal | Fleury                     | 43-28-9 | 95  | [ R 80 ] |
| 9 avril      | Islanders    | Pittsburgh   | Victoire | 1-6      | Boucher (Fedotenko - Malkine) Dupuis (Adams - Godard) Cooke (Staal - Kennedy) Guerin (Crosby) Crosby (Gonchar - Dupuis) Kennedy (Boucher - Scuderi)                                                                                    | Garon                      | 44-28-9 | 97  | [ R 81 ] |
| 11 avril     | Canadiens    | Montréal     | Victoire | 3-1      | Malkine (Gonchar -Fedotenko) Talbot (Dupuis) Letang (Staal) | Fleury                     | 45-28-9 | 99  | [ R 82 ] |

### Classement
Les Penguins finissent la saison régulière à la deuxième place de la division Atlantique avec quatre-vingt-dix-neuf points : sept de moins que les premiers, les Devils du New Jersey et autant que les Flyers de Philadelphie, troisièmes de la division. Les Flyers terminant avec une victoire de moins au compteur, classement final établi après le dernier match de la saison des Flyers, le 12 avril, une défaite 4-3 de Philadelphie.
| Équipe                 | PJ | V  | D  | DP | BP  | BC  | Pts |
| ---------------------- | -- | -- | -- | -- | --- | --- | --- |
| Devils du New Jersey   | 82 | 51 | 27 | 4  | 244 | 209 | 106 |
| Penguins de Pittsburgh | 82 | 45 | 28 | 9  | 264 | 239 | 99  |
| Flyers de Philadelphie | 82 | 44 | 27 | 11 | 264 | 238 | 99  |
| Rangers de New York    | 82 | 43 | 30 | 9  | 210 | 218 | 95  |
| Islanders de New York  | 82 | 26 | 47 | 9  | 201 | 279 | 61  |

Au niveau de l'association de l'Est, les Penguins sont quatrièmes derrière les trois premiers de chaque division : Devils, Capitals de Washington et Bruins de Boston, meilleure franchise de la conférence avec cent-seize points. Pour chacune des deux associations de la LNH, les huit meilleures équipes sont qualifiées pour les séries éliminatoires, les autres voyant leur saison terminée.
| No | Équipe                    | PJ | V  | D  | DP | BP  | BC  | Pts |
| -- | ------------------------- | -- | -- | -- | -- | --- | --- | --- |
| 1  | Bruins de Boston          | 82 | 53 | 19 | 10 | 274 | 196 | 116 |
| 2  | Capitals de Washington    | 82 | 50 | 24 | 8  | 272 | 245 | 108 |
| 3  | Devils du New Jersey      | 82 | 51 | 27 | 4  | 244 | 209 | 106 |
| 4  | Penguins de Pittsburgh    | 82 | 45 | 28 | 9  | 264 | 239 | 99  |
| 5  | Flyers de Philadelphie    | 82 | 44 | 27 | 11 | 264 | 238 | 99  |
| 6  | Hurricanes de la Caroline | 82 | 45 | 30 | 7  | 239 | 226 | 97  |
| 7  | Rangers de New York       | 82 | 43 | 30 | 9  | 210 | 218 | 95  |
| 8  | Canadiens de Montréal     | 82 | 41 | 30 | 11 | 249 | 247 | 93  |
| 9  | Panthers de la Floride    | 82 | 41 | 30 | 11 | 234 | 231 | 93  |
| 10 | Sabres de Buffalo         | 82 | 41 | 32 | 9  | 250 | 234 | 91  |
| 11 | Sénateurs d'Ottawa        | 82 | 36 | 35 | 11 | 217 | 237 | 83  |
| 12 | Maple Leafs de Toronto    | 82 | 34 | 35 | 13 | 250 | 293 | 81  |
| 13 | Thrashers d'Atlanta       | 82 | 35 | 41 | 6  | 257 | 280 | 76  |
| 14 | Lightning de Tampa Bay    | 82 | 24 | 40 | 18 | 210 | 279 | 66  |
| 15 | Islanders de New York     | 82 | 26 | 47 | 9  | 201 | 279 | 61  |

## Les séries éliminatoires

### Déroulement des séries

#### Premier tour contre les Flyers

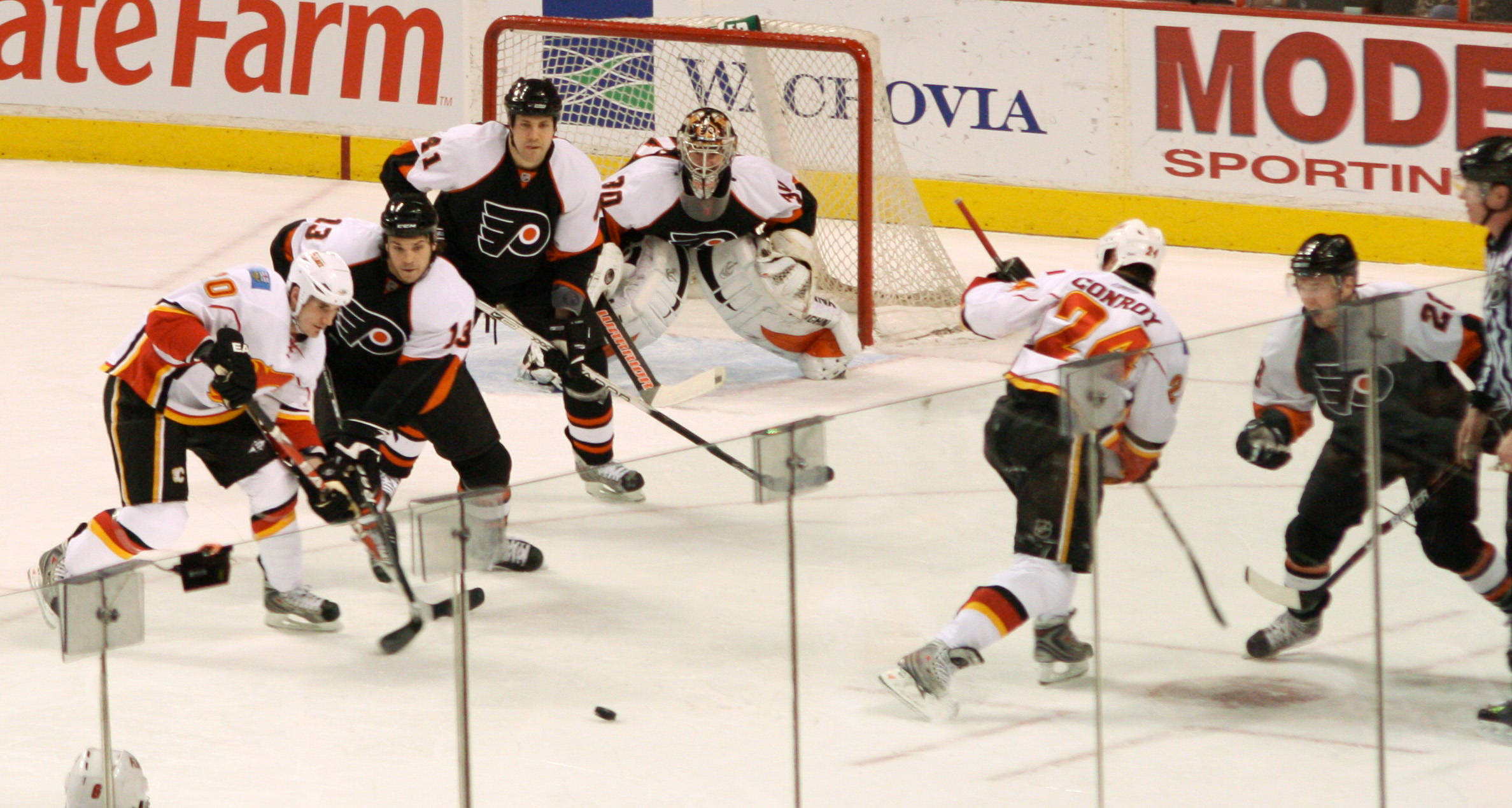
Les Flyers lors de la saison 2008-2009 contre les Flames de Calgary.

Les Penguins rencontrent au premier tour des séries les Flyers de Philadelphie. Ces derniers finissent la saison régulière à la troisième place de la division Atlantique et avec le même total de points que les Penguins. Pittsburgh finit tout de même devant Philadelphie en comptant une victoire de plus. L'équipe de Philadelphie compte dans ses rangs des joueurs comme : Jeff Carter, Mike Richards, Simon Gagné, Scott Hartnell ou encore Martin Biron dans les buts.
Finissant devant les Flyers au classement, les Penguins ont l'avantage de la glace : les deux premiers matchs sont donc joués dans le Mellon Arena, puis les deux suivants dans la patinoire des Flyers, le Wachovia Center. En cas de série nulle, les matchs suivants se jouent à Pittsburgh, Philadelphie et en cas de besoin d'un septième match, il est prévu qu'il se joue à Pittsburgh.
Les Penguins sortent victorieux du premier match. Les Flyers reçoivent un total de douze pénalités contre seulement six pour les joueurs locaux alors que les Penguins remportent le match 4-1, le but des Flyers étant inscrit dans les cinq dernières minutes de jeu. Alors qu'il ne reste que sept secondes de jeu, Daniel Carcillo donne un coup à la tête de Talbot. Sur le moment, il ne prend pas de pénalité mais avec le recul la LNH décide de suspendre le joueur des Flyers pour le deuxième match. Dans le même temps, l'entraîneur de Philadelphie, John Stevens, reçoit une amende de 10 000 $ pour avoir envoyé un joueur sur la glace pour intimider les Penguins à quelques secondes de la fin.
Les Penguins remportent également le deuxième match à la suite d'une prolongation d'un peu moins de vingt minutes. Ce sont les Flyers qui ouvrent le score lors du premier tiers temps par l'intermédiaire de Scott Hartnell qui dévie un tir de Matt Carle. Pittsburgh revient au score vers la fin du deuxième tiers par un but de Guérin mais les Flyers reprennent l'avantage au début du dernier tiers. Finalement, Malkine permet à son équipe de croire en la victoire en inscrivant un but à moins de cinq minutes de la fin du temps réglementaire en déviant un tir de Letang. La victoire pour les Penguins est acquise au bout de dix-huit minutes trente de prolongation, Guerin recevant une passe de Gontchar attend que Biron fasse le premier geste pour inscrire le but vainqueur.

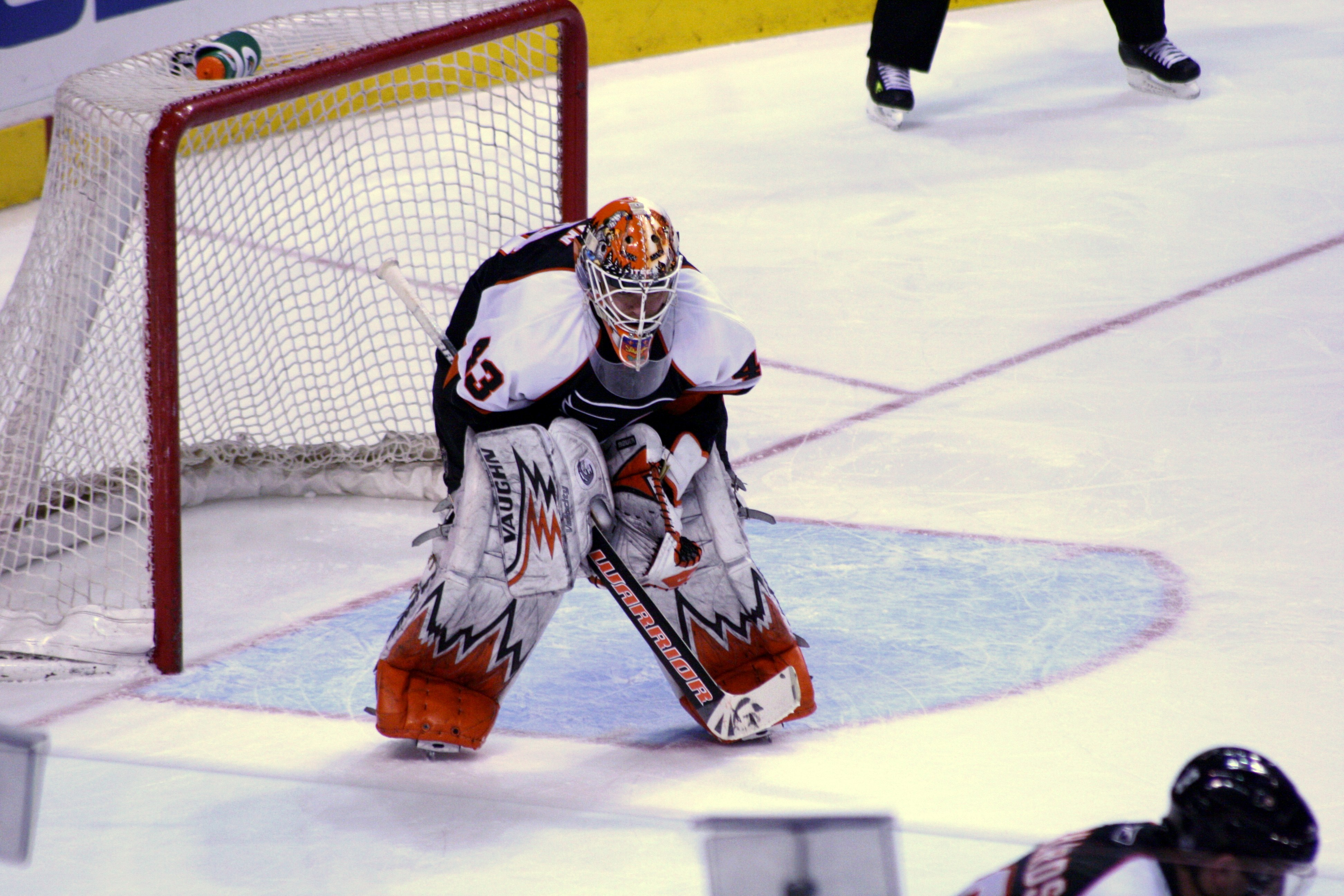
Martin Biron gardien de Flyers, ici en mars 2009.

Le troisième match se joue dans la patinoire des Flyers et ces derniers prennent le dessus en inscrivant deux buts dans les six premières minutes du match. Malkine puis Scuderi permettent aux Penguins de revenir au score mais finalement les Flyers marquent quatre autres buts contre un seul pour Pittsburgh, encore une fois par Malkine. Lors du deuxième match de la série dans la ville de Philadelphie, Marc-André Fleury se met en avant en réalisant un total de quarante-cinq arrêts et ne concédant qu'un seul but. Le premier but de la partie n'est inscrit que lors du deuxième tiers-temps par l'intermédiaire du capitaine des Penguins, Sidney Crosby. Ce dernier entre littéralement dans le but avec le palet sur une passe de Kunitz. Biron, à l'autre bout de la patinoire, reçoit vingt tirs de moins que Fleury mais finalement Kennedy et Talbot marquent deux autres buts pour une victoire 3-1 pour les Penguins.
Ils subissent un lourd revers lors du cinquième match : alors qu'ils ont toutes les cartes en main pour se qualifier, ils sont blanchis 3 buts à 0 sur leur glace alors que la salle est complète pour un cent-dixième match consécutif à guichets fermés. Lors du sixième match joué à Philadelphie, le match débute mal pour les Penguins puisqu'ils sont encore une fois menés au score ; ils concèdent ainsi deux buts lors de la première période puis un troisième dès le début de la deuxième période. Quinze secondes après le but des Flyers, Talbot réveille les siens en se battant contre Carcillo. Juste derrière, Fedotenko marque son premier but des séries de l'année puis Eaton et Crosby trouvent tour à tour le fond des filets pour recoller au score avant la fin du tiers-temps. Au début du troisième tiers-temps, Gontchar donne l'avantage pour les siens. Philadelphie ne parvient pas à revenir au score et finalement Crosby inscrit un cinquième but pour la victoire et qualification de son équipe dans un but déserté par Biron pour tenter de faire basculer le match avec un attaquant supplémentaire.
| 15 avril | Pittsburgh | 4-1 (1-0, 1-0, 2-1) | Philadelphie | Mellon Arena 17 132 spectateurs |

| Feuille de match | Feuille de match | Feuille de match    | Feuille de match                      | Feuille de match                                                            |
| ---------------- | --- | ------------------- | ------------------------------------- | --------------------------------------------------------------------------- |
|                  | Crosby (Kennedy) — 4 min 41 s (SN) Kennedy (Staal) — 21 min 39 s Malkine — 46 min 28 s Eaton (Letang, Crosby) — 50 min 27 s - | 1–0 2–0 3–0 4–0 4–1 | - Gagné (Richards) — 55 min 25 s (SN) | Arbitrage : Mike Hasenfratz, Don VanMassenhoven Steve Miller, Mark Shewchyk |
| Fleury           | Gardiens | Biron               |                                       | Arbitrage : Mike Hasenfratz, Don VanMassenhoven Steve Miller, Mark Shewchyk |
| 15 min           | Pénalités | 35 min              |                                       | Arbitrage : Mike Hasenfratz, Don VanMassenhoven Steve Miller, Mark Shewchyk |
| 33               | Tirs | 27                  |                                       | Arbitrage : Mike Hasenfratz, Don VanMassenhoven Steve Miller, Mark Shewchyk |

| 17 avril | Pittsburgh | 3-2 (pr) (0-1, 1-0, 1-1, 1-0) | Philadelphie | Mellon Arena 17 132 spectateurs |

| Feuille de match | Feuille de match | Feuille de match    | Feuille de match                                                                   | Feuille de match                                             |
| ---------------- | --- | ------------------- | ---------------------------------------------------------------------------------- | ------------------------------------------------------------ |
|                  | - Guerin (Malkine, Crosby) — 36 min 38 s - Malkine (Letang, Gontchar) — 56 min 23 s (SN) Guerin (Gontchar, Malkine) — 78 min 29 s (SN) | 0–1 1–1 1-2 2–2 3–2 | Hartnell (Carle, Coburn) — 13 min 26 s (SN) - Powe (Giroux, Coburn) — 42 min 9 s - | Arbitrage : Bill McCreary, Brad Meier Shane Heyer, Tim Nowak |
| Fleury           | Gardiens | Biron               |                                                                                    | Arbitrage : Bill McCreary, Brad Meier Shane Heyer, Tim Nowak |
| 8 min            | Pénalités | 20 min              |                                                                                    | Arbitrage : Bill McCreary, Brad Meier Shane Heyer, Tim Nowak |
| 49               | Tirs | 40                  |                                                                                    | Arbitrage : Bill McCreary, Brad Meier Shane Heyer, Tim Nowak |

| 19 avril | Philadelphie | 6-3 (2-1, 2-1, 2-1) | Pittsburgh | Wachovia Center 19 745 spectateurs |

| Feuille de match | Feuille de match | Feuille de match                    | Feuille de match | Feuille de match                                                       |
| ---------------- | --- | ----------------------------------- | --- | ---------------------------------------------------------------------- |
|                  | Carter (Lupul, Hartnell) — 2 min 59 s Richards (Knuble, Brière) — 5 min 14 s (SN) - Giroux (Brière, Powe) — 24 min 32 s Gagné (Giroux) — 28 min 58 s (IN) Ross (Alberts, Asham) — 43 min 43 s - Gagné (Coburn) — 58 min 24 s | 1–0 2-0 2–1 2–2 3–2 4–2 5–2 5–3 6–3 | - - Malkine (Fedotenko) — 19 min 48 s Scuderi (Crosby, Kunitz) — 20 min 13 s - Malkine (Gontchar, Crosby) — 48 min 30 s (SN) - | Arbitrage : Dan O’Rourke, Marc Joannette Lonnie Cameron, Greg Devorski |
| Biron            | Gardiens | Fleury                              | | Arbitrage : Dan O’Rourke, Marc Joannette Lonnie Cameron, Greg Devorski |
| 30 min           | Pénalités | 28 min                              | | Arbitrage : Dan O’Rourke, Marc Joannette Lonnie Cameron, Greg Devorski |
| 30               | Tirs | 29                                  | | Arbitrage : Dan O’Rourke, Marc Joannette Lonnie Cameron, Greg Devorski |

| 21 avril | Philadelphie | 1-3 (0-0, 0-2, 1-1) | Pittsburgh | Wachovia Center 19 883 spectateurs |

| Feuille de match | Feuille de match                            | Feuille de match | Feuille de match                                                                                       | Feuille de match                                                      |
| ---------------- | ------------------------------------------- | ---------------- | --- | --------------------------------------------------------------------- |
|                  | - Carcillo (Richard, Jones) — 51 min 44 s - | 0–1 0–2 1–2 1–3  | Crosby (Kunitz, Cooke) — 23 min 19 s Kennedy (Cooke, Gill) — 27 min 41 s - Talbot (Adams) — 59 min 8 s | Arbitrage : Dennis LaRue, Kevin Pollock Pierre Racicot, Tony Sericolo |
| Biron            | Gardiens                                    | Fleury           | | Arbitrage : Dennis LaRue, Kevin Pollock Pierre Racicot, Tony Sericolo |
| 10 min           | Pénalités                                   | 16 min           | | Arbitrage : Dennis LaRue, Kevin Pollock Pierre Racicot, Tony Sericolo |
| 46               | Tirs                                        | 25               | | Arbitrage : Dennis LaRue, Kevin Pollock Pierre Racicot, Tony Sericolo |

| 23 avril | Pittsburgh | 0-3 (0-0, 0-1, 0-2) | Philadelphie | Mellon Arena 17 132 spectateurs |

| Feuille de match | Feuille de match | Feuille de match | Feuille de match                                                                                         | Feuille de match                                                 |
| ---------------- | ---------------- | ---------------- | --- | ---------------------------------------------------------------- |
|                  | -                | 0–1 0–2 0–3      | Asham (Carcillo) — 26 min 32 s Giroux (Powe, Marle) — 43 min 25 s Knuble (Richards, Carle) — 53 min 12 s | Arbitrage : Eric Furlatt, Wes McCauley Brad Kovachik, Jean Morin |
| Fleury           | Gardiens         | Biron            | | Arbitrage : Eric Furlatt, Wes McCauley Brad Kovachik, Jean Morin |
| 10 min           | Pénalités        | 8 min            | | Arbitrage : Eric Furlatt, Wes McCauley Brad Kovachik, Jean Morin |
| 28               | Tirs             | 26               | | Arbitrage : Eric Furlatt, Wes McCauley Brad Kovachik, Jean Morin |

| 25 avril | Philadelphie | 3-5 (2-0, 1-3, 0-2) | Pittsburgh | Wachovia Center 20 072 spectateurs |

| Feuille de match | Feuille de match                                                                                                | Feuille de match                | Feuille de match | Feuille de match                                                 |
| ---------------- | --- | ------------------------------- | --- | ---------------------------------------------------------------- |
|                  | Knubl (Richards) — 17 min 48 s Lupul (Giroux, Brière) — 18 min 39 s Brière (Gagné, Timonen) — 24 min 6 s (SN) - | 1–0 2–0 3–0 3–1 3–2 3–3 3–4 3–5 | - Fedotenko (Malkine) — 24 min 35 s Eaton (Kennedy, Fedotenko) — 26 min 32 s Crosby (Guerin, Letang) — 26 min 59 s Gontchar (Malkine, Orpik) — 42 min 19 s Crosby — 59 min 32 s (CV) | Arbitrage : Chris Rooney, Brad Watson Jay Sharrers, Jonny Murray |
| Biron            | Gardiens | Fleury                          | | Arbitrage : Chris Rooney, Brad Watson Jay Sharrers, Jonny Murray |
| 13 min           | Pénalités | 13 min                          | | Arbitrage : Chris Rooney, Brad Watson Jay Sharrers, Jonny Murray |
| 35               | Tirs | 25                              | | Arbitrage : Chris Rooney, Brad Watson Jay Sharrers, Jonny Murray |

#### Deuxième tour contre les Capitals

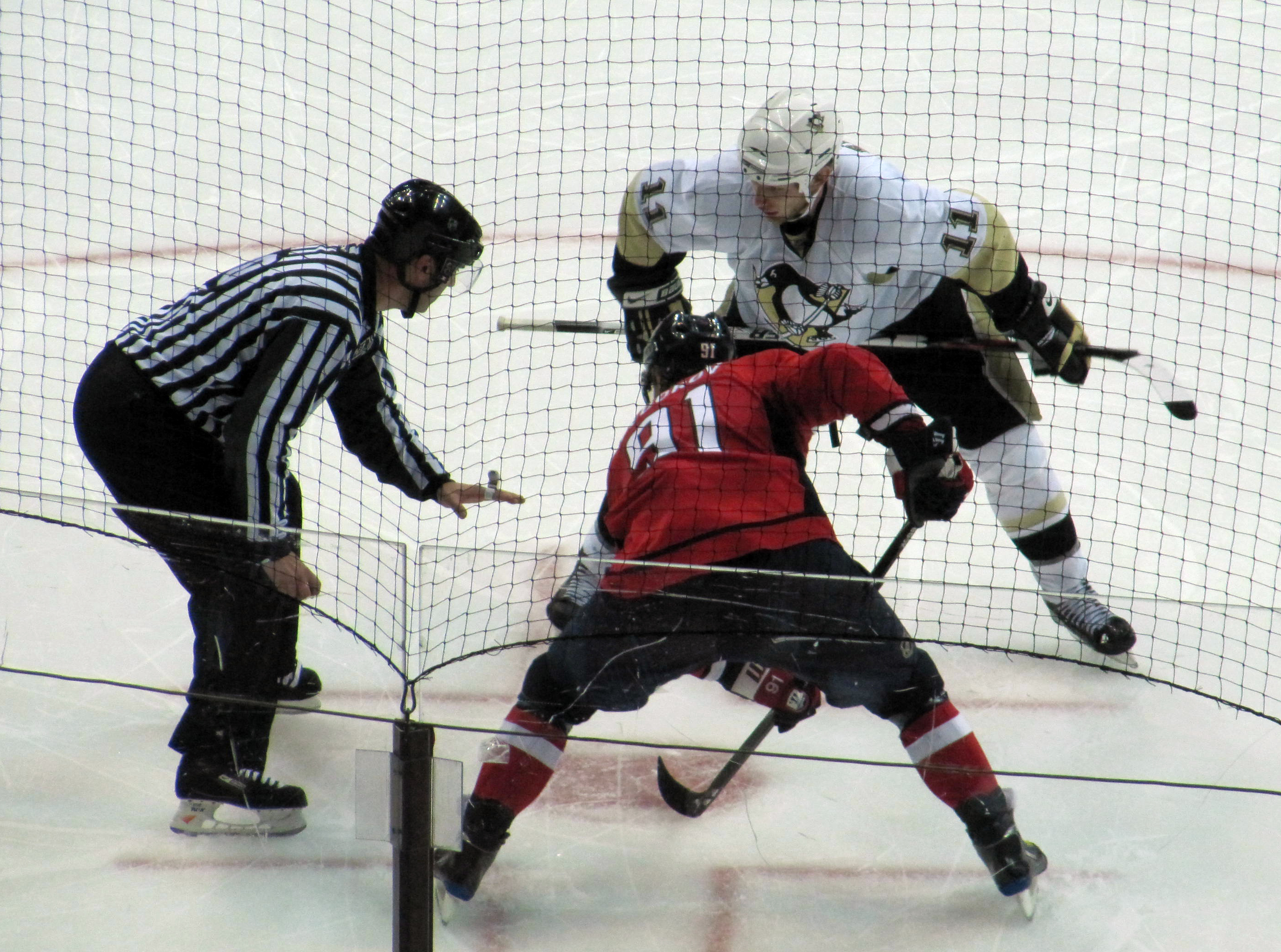
Jordan Staal à l'engagement contre Sergueï Fiodorov lors du premier match de la série.

Lors du deuxième tour, Pittsburgh retrouve les Capitals de Washington qui ont battu les Rangers de New York en première ronde. Les Capitals mènent la série 3 matchs à 1 avant de perdre deux matchs consécutivement et finalement remporter la qualification lors du septième match de la série. L'équipe de Washington est entraîné par Bruce Boudreau et guidée par les joueurs vedettes Aleksandr Ovetchkine et Aleksandr Siomine. La série est une des plus attendues et une des plus médiatisées depuis longtemps avec la double opposition Crosby - Ovetchkine et Malkine - Siomine.
Les Capitals ayant terminé premiers de leur division, la division Sud-Est, ils ont l'avantage de la glace et la série débute ainsi par deux matchs dans le Verizon Center à Washington. Crosby inscrit le premier but de la série après quatre minutes de jeu lors de la première rencontre mais les joueurs locaux répondent avant la fin du tiers-temps par l'intermédiaire de David Steckel puis d'Ovetchkine. L'attaque des Penguins se heurte tout le match aux performances du gardien recrue des Capitals, Semion Varlamov, ce dernier réalisant trente-quatre arrêts et n'accordant qu'un autre but aux Penguins. Au bout d'une minute quarante de jeu dans le troisième tiers, Tomáš Fleischmann inscrit le but de la victoire sur une passe de Nicklas Bäckström.

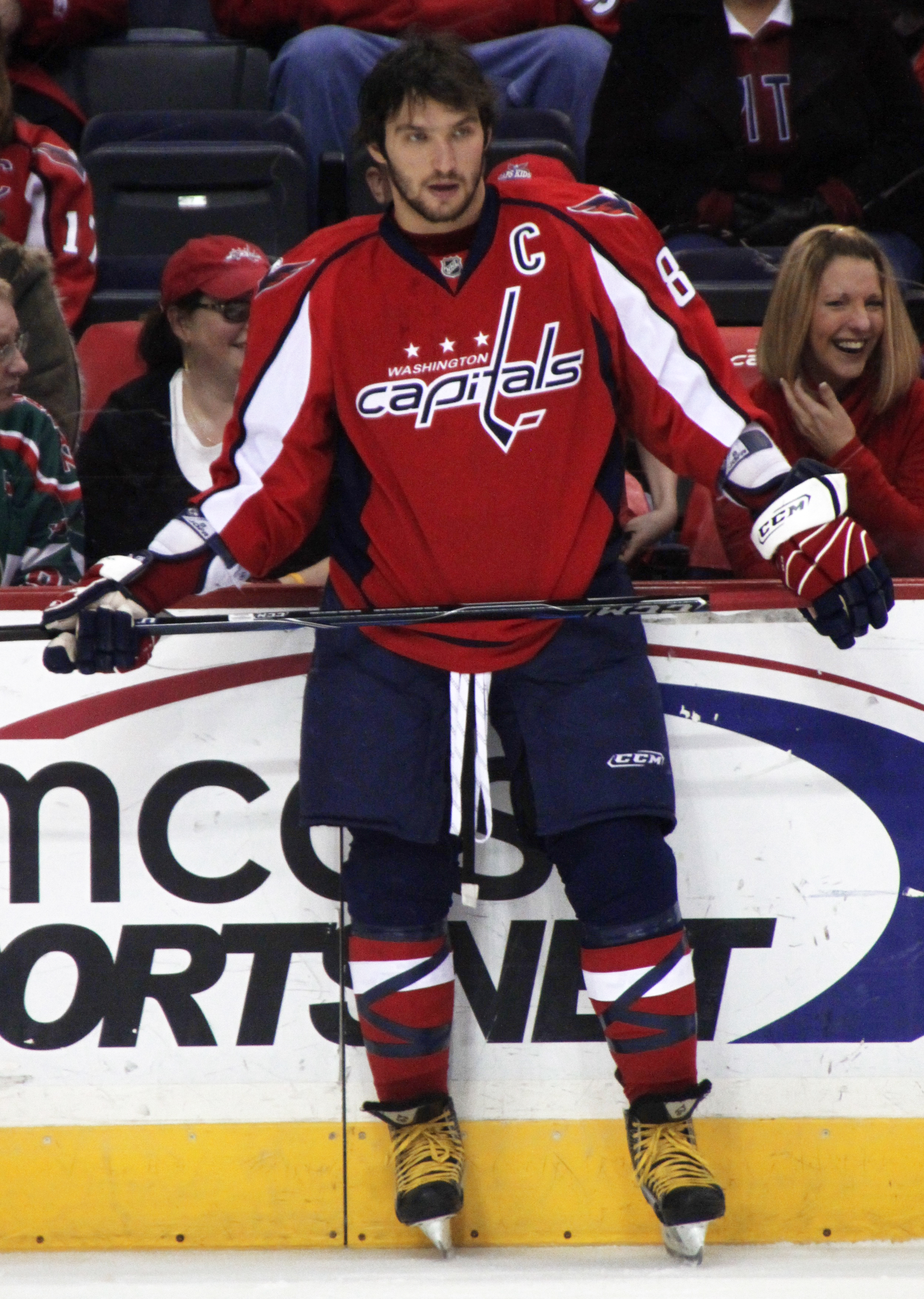
Aleksandr Ovetchkine vedette des Capitals de Washington et de la LNH.

Lors du deuxième match, c'est encore une fois Crosby qui frappe le premier en ouvrant le score au bout de six minutes trente de jeu. Ovetchkine répond seize minutes plus tard mais Crosby inscrit un deuxième but au cours de la deuxième période. Avant la fin de la période, Steckel permet aux siens de revenir à la marque et les deux équipes entament le dernier tiers-temps sur le score de parité deux buts partout. Ovetchkine inscrit deux buts dans les dix dernières minutes de jeu. Il inscrit alors un coup du chapeau puis avec trente secondes de jeu restant dans le temps réglementaire, c'est autour du capitaine des Penguins de réaliser son coup du chapeau sur une passe de Malkine. C'est le premier coup du chapeau dans la LNH lors des séries pour les deux joueurs et la quatrième fois que deux joueurs inscrivent un tour du chapeau dans le même match des séries,. Ce but tardif n'empêche pas pour autant les Penguins d'être menés deux matchs à zéro avant d'entamer la série sur leur glace devant leur public.
Penguins et Capitals se retrouvent donc pour le troisième match de la série dans la patinoire de Pittsburgh. Après avoir ouvert le score lors des deux premiers matchs mais sans succès pour autant, les Penguins sont menés au score avec moins de deux minutes dans le match. Ovetchkine profite d'une erreur défensive de Marc-André Fleury pour marquer. Ainsi, le gardien des Penguins passe derrière ses buts pour récupérer le palet mais celui-ci prend un rebond surprenant et retourne directement devant le but des joueurs locaux. Varlamov mène la vie dure aux joueurs des Penguins en arrêtant tour à tour les tentatives de Malkine, Crosby, Letang puis Gontchar. Fedotenko est le premier à réussir à tromper le portier des Capitals à la moitié du temps réglementaire ; il profite d'une récupération de Talbot du palet dans sa zone pour remonter la glace en maniant la rondelle. Devant les buts, Fedotenko fait une passe à Talbot qui lui rend instantanément pour l'égalisation. Les Penguins tirent très souvent au but — ils réalisent quinze tirs lors de seule deuxième période — mais finalement les deux équipes entament le dernier tiers à égalité. Cinq minutes avant la fin du match, Malkine donne l'avantage en supériorité numérique mais à moins de deux minutes de la fin de la période, Bäckström égalise pour prolonger le match. La délivrance des Penguins vient par l'intermédiaire de Letang qui inscrit au bout d'une dizaine de minutes le premier but de sa carrière dans les séries éliminatoires.
Le match numéro quatre de la série débute par un but pour les Capitals par l'intermédiaire de Bäckström dans la première minute du match. Gontchar lui répond deux minutes plus tard sur un but similaire : une entrée en zone offensive sans être attaqué et un tir en force qui se loge au fond du filet. Six minutes plus tard, alors que les Capitals se dégagent de leur zone, Kunitz récupère le palet à la ligne bleue et fait une passe à Crosby seul devant Varlamov. Le capitaine des Penguins ne parvient pas à finaliser l'action mais Guerin profite d'un rebond pour doubler le score de son équipe. Les Penguins perdent Gontchar à la suite d'un choc genou contre genou avec Ovetchkine au bout d'un quart d'heure de jeu. Les cinq autres défenseurs de l'équipe doivent alors s'organiser pour finir le match sans le défenseur de l'équipe avec le plus haut temps de jeu. Varlamov laisse entrer un but facile juste après sur une frappe anodine de Fedotenko, le palet échappant à sa mitaine. L'équipe des Penguins rentre donc au vestiaire avec une avance de deux buts, avance qui est réduite à la trente-cinquième minute par un but de Chris Clark sur un rebond d'une frappe de Mike Green mais qui n'est pas comblée.
Les Penguins jouent le cinquième sur la glace des Capitals sans Gontchar et en utilisant Alex Goligoski, qui est dans sa première saison dans la LNH, à sa place. Les deux gardiens bloquent tous les lancers reçus lors de la première période avec une douzaine de tirs chacun avant que Staal n'inscrive son premier but des séries en début du deuxième tiers. Ovetchkine répond d'un but depuis la ligne bleue des Penguins pour égaliser le score juste une minute plus tard. Bäckström double le score pour les joueurs locaux lors d'une supériorité numérique cinq minutes avant la fin du tiers temps. Au tout début du troisième tiers, Fedotenko permet à Pittsburgh de recoller puis six minutes plus tard, Cooke donne l'avantage aux Penguins. Ovetchkine force le match à aller en prolongation mais le but de la victoire est inscrit par Tom Poti qui dévie une passe de Malkine vers Crosby dans ses propres buts.

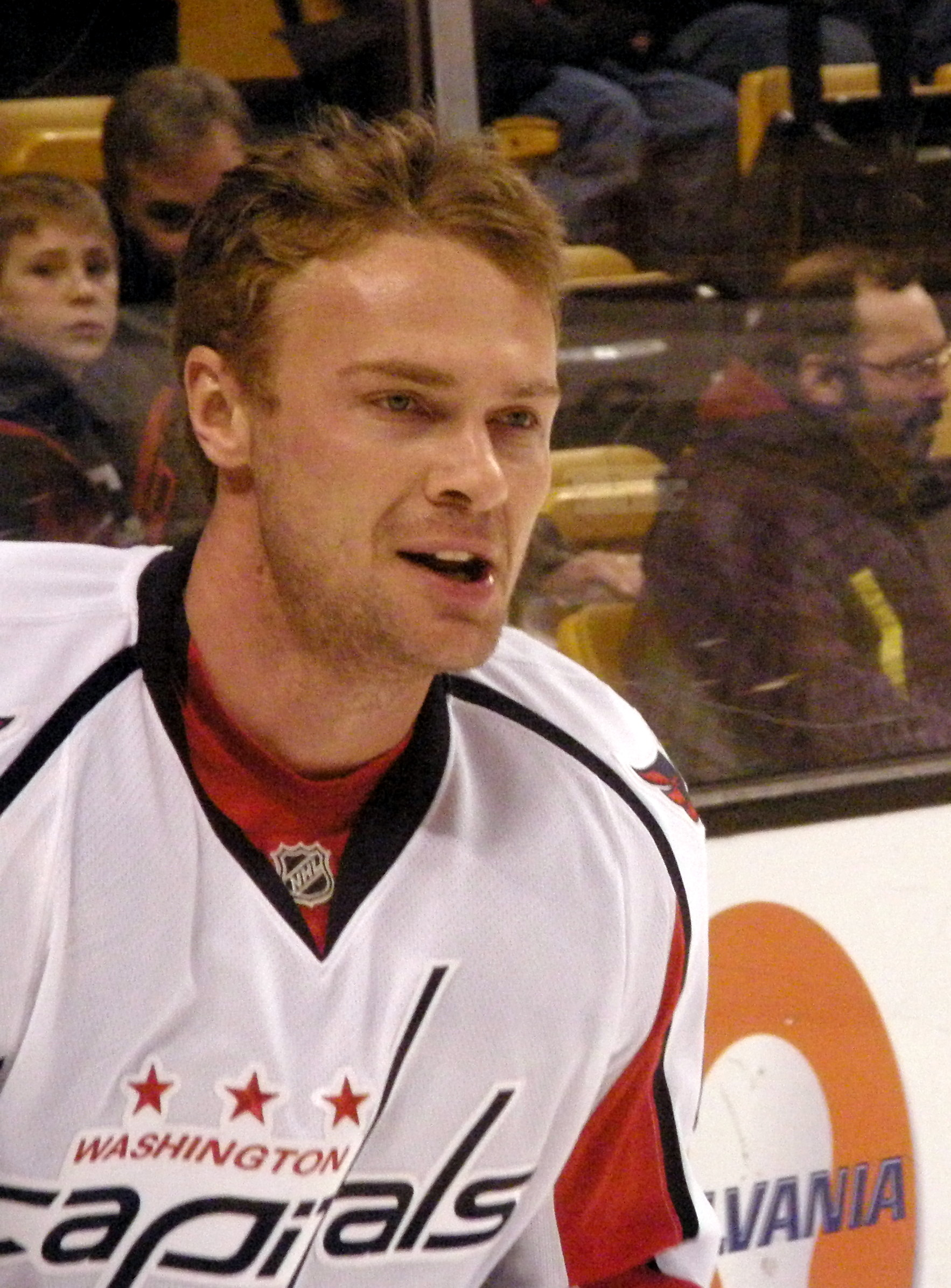
Viktor Kozlov double buteur pour Washington lors de la cinquième rencontre.

Toujours privés de Gontchar, les Penguins passent à côté de la qualification lors du sixième match et sur leur glace à la suite d'un but en prolongation de David Steckel. Le match débute par un but en première période de Guerin puis les Capitals inscrivant deux buts lors du deuxième tiers-temps. Les défenseurs de Pittsburgh, Eaton et Letang marquent chacun un but en supériorité numérique mais Viktor Kozlov inscrit le but de l'égalisation, son deuxième de la partie à la suite d'une erreur de Hal Gill. Voulant bloquer le tir de Kozlov, Gill se positionne entre Fleury et ses buts, empêchant le gardien de l'équipe de bien se positionner. Malgré un but de Crosby dans la fin du match, pour la troisième fois en six matchs, les prolongations doivent être jouées. Une nouvelle fois l'avantage revient aux visiteurs qui se qualifient par un but de David Steckel.
Le septième match décisif a lieu dans la salle de Washington et constitue pour le capitaine des Penguins une première : au cours de  son entière carrière, il n'a jamais joué un seul septième match des séries. De son côté, Ovetchkine a déjà joué trois rencontres couperets de ce type et est déjà l'auteur de sept buts contre les Penguins et six passes décisives. Les Penguins comptent tout de même sur un éventuel retour de Gontchar dans l'effectif après avoir manqué seulement deux matchs. Au bout de deux minutes de jeu, le match peut basculer à l'avantage des Capitals, mais Fleury parvient à arrêter de sa mitaine la tentative d'Ovetchkine seul contre lui. Contre toute attente, après la première période de jeu, l'équipe locale est menée 2-0 par des buts de Crosby et d'Adams. Sidney Crosby inscrit un but en récupérant un palet sur un rebond d'un tir de Gontchar, mal contrôlé par Varlamov. Sur l'engagement qui suit, Talbot remporte le palet, le passe à Orpik derrière lui qui transmet à Rouslan qui donne à Adams qui inscrit un deuxième but dans la foulée. Dès le début du deuxième tiers temps, Guerin récupère un palet en haut de sa zone, lance à Crosby qui lui rend le palet une fois dans la zone des Capitals pour le troisième but du match. Deux minutes plus tard, c'est au tour de Letang d'inscrire un nouveau but pour porter la marque à 4-0. Boudreau, l'entraîneur de Washington, décide alors de changer son gardien de but pour faire entrer en jeu José Théodore. Finalement, Staal inscrit un cinquième but pour l'équipe avant qu'Ovetchkine profite d'une erreur de Fleury sorti loin de son but pour inscrire le premier but pour les siens juste avant la fin de la deuxième période. Au début du troisième tiers temps, Crosby profite d'un bon pressing de Šatan sur la vedette russe des Capitals pour partir en contre et tromper Théodore pour le sixième et dernier but de l'équipe. Brooks Laich inscrira un but pour porter la marque à 6-2 mais ce but ne parvient pas à empêcher les Penguins d'éliminer les Capitals sur leur glace et de se préparer à une nouvelle finale de conférence.
| 2/05 | Washington | 3-2 (2–1, 0–1, 1–0) | Pittsburgh | Verizon Center 18 277 spectateurs |

| Feuille de match | Feuille de match | Feuille de match    | Feuille de match                                                                | Feuille de match                         |
| ---------------- | --- | ------------------- | ------------------------------------------------------------------------------- | ---------------------------------------- |
|                  | - Steckel (Bradley - Laich) — 13 min 50 s Ovetchkine (Siomine - Bäckström) (SN) — 17 min 3 s - Fleischmann (Bäckström - Siomine) — 41 min 46 s | 0–1 1–1 2–1 2–2 3–2 | 4 min 9 s — Crosby (Guerin - Gontchar) - 32 min 54 s — Eaton (Malkine - Kunitz) | Arbitrage : Jackson Pollock Nelson Morin |
| Varlamov         | Gardiens | Fleury              |                                                                                 | Arbitrage : Jackson Pollock Nelson Morin |
| 10 min           | Pénalités | 4 min               |                                                                                 | Arbitrage : Jackson Pollock Nelson Morin |
| 36               | Tirs | 26                  |                                                                                 | Arbitrage : Jackson Pollock Nelson Morin |

| 4/05 | Washington | 4-3 (0–1, 2–1, 2–1) | Pittsburgh | Verizon Center 18 277 spectateurs |

| Feuille de match | Feuille de match | Feuille de match            | Feuille de match | Feuille de match                              |
| ---------------- | --- | --------------------------- | --- | --------------------------------------------- |
|                  | Ovetchkine (Kozlov - Fiodorov) — 22 min 18 s - Steckel (Sloan - Pothier) — 35 min 49 s Ovetchkine (Green - Bäckström) (SN) — 52 min 53 s Ovetchkine (Kozlov - Fiodorov) — 55 min 22 s - | 0–1 1–1 1–2 2–2 3–2 4–2 4–3 | 6 min 38 s — Crosby (Gontchar - Letang) (SN) - 30 min 57 s — Crosby (Guerin - Kunitz) - 59 min 29 s — Crosby (Malkine - Sýkora) | Arbitrage : Joannette Sutherland Nelson Morin |
| Varlamov         | Gardiens | Fleury                      | | Arbitrage : Joannette Sutherland Nelson Morin |
| 14 min           | Pénalités | 14 min                      | | Arbitrage : Joannette Sutherland Nelson Morin |
| 36               | Tirs | 33                          | | Arbitrage : Joannette Sutherland Nelson Morin |

| 6/05 | Pittsburgh | 3-2 (pr) (0–1, 1–0, 1–1, 1–0) | Washington | Mellon Arena 17 132 spectateurs |

| Feuille de match | Feuille de match | Feuille de match    | Feuille de match                                                                        | Feuille de match                             |
| ---------------- | --- | ------------------- | --------------------------------------------------------------------------------------- | -------------------------------------------- |
|                  | - Fedotenko (Talbot - Letang) — 29 min 29 s Malkine (Crosby - Gontchar) (SN) — 35 min 1 s - Letang (Eaton - Crosby) — 71 min 23 s | 0–1 1–1 2–1 2–2 3–2 | 1 min 23 s — Ovetchkine (Green) - 58 min 10 s — Bäckström (Ovetchkine - Siomine) (SN) - | Arbitrage : O'Halloran Leggo Driscoll Miller |
| Fleury           | Gardiens | Varlamov            |                                                                                         | Arbitrage : O'Halloran Leggo Driscoll Miller |
| 4 min            | Pénalités | 14 min              |                                                                                         | Arbitrage : O'Halloran Leggo Driscoll Miller |
| 42               | Tirs | 24                  |                                                                                         | Arbitrage : O'Halloran Leggo Driscoll Miller |

| 8/05 | Pittsburgh | 5-3 (3–1, 0–1, 2–1) | Washington | Mellon Arena 17 132 spectateurs |

| Feuille de match | Feuille de match | Feuille de match                | Feuille de match | Feuille de match                     |
| ---------------- | --- | ------------------------------- | --- | ------------------------------------ |
|                  | - Gontchar (SN) — 3 min 55 s Guerin (Crosby - Kunitz) — 10 min 47 s Fedotenko (Staal - Scuderi) — 15 min 25 s - Crosby (Šatan - Guerin) — 24 min 16 s - Talbot (Fedotenko - Scuderi) — 56 min 46 s | 0–1 1–1 2–1 3–1 3–2 4–2 4–3 5–3 | 0 min 36 s — Bäckström (Siomine) - 35 min 8 s — Clark (Green - Ovetchkine) - 46 min 23 s — Jurčina (Gordon - Bradley) (IN) - | Arbitrage : Watson Peel Heyer Murphy |
| Fleury           | Gardiens | Varlamov                        | | Arbitrage : Watson Peel Heyer Murphy |
| 8 min            | Pénalités | 12 min                          | | Arbitrage : Watson Peel Heyer Murphy |
| 28               | Tirs | 22                              | | Arbitrage : Watson Peel Heyer Murphy |

| 9/05 | Washington | 3-4 (pr) (0–0, 2–1, 1–2, 0–1) | Pittsburgh | Verizon Center 18 277 spectateurs |

| Feuille de match | Feuille de match | Feuille de match            | Feuille de match | Feuille de match                           |
| ---------------- | --- | --------------------------- | --- | ------------------------------------------ |
|                  | - Ovetchkine (Poti) — 26 min 16 s Bäckström (Fiodorov - Ovetchkine) (SN) — 34 min 35 s - Ovetchkine (Bäckström - Green) — 55 min 52 s | 0–1 1–1 2–1 2–2 2–3 3–3 3–4 | 25 min 17 s — Staal (Šatan - Orpik) - 40 min 51 s — Fedotenko (Malkine - Letang) 46 min 27 s — Cooke (Kennedy - Staal) - 63 min 28 s — Malkine (Kunitz) (SN) | Arbitrage : McCreary Furlatt Amell Racicot |
| Varlamov         | Gardiens | Fleury                      | | Arbitrage : McCreary Furlatt Amell Racicot |
| 8 min            | Pénalités | 8 min                       | | Arbitrage : McCreary Furlatt Amell Racicot |
| 31               | Tirs | 42                          | | Arbitrage : McCreary Furlatt Amell Racicot |

| 11/05 | Pittsburgh | 4-5 (pr) (1–0, 1–2, 2–2, 0–1) | Washington | Mellon Arena 17 132 spectateurs |

| Feuille de match | Feuille de match | Feuille de match                    | Feuille de match | Feuille de match                               |
| ---------------- | --- | ----------------------------------- | --- | ---------------------------------------------- |
|                  | Guerin (Crosby - Kunitz) — 5 min 55 s - Eaton (Malkine - Boucher) (SN) — 39 min 26 s Letang (Goligoski - Malkine) (SN) — 44 min 40 s - Crosby (Orpik - Malkine) — 55 min 42 s | 1–0 1–1 1–2 2–2 3–2 3–3 4–3 4–4 4–5 | - 26 min 27 s — Kozlov (Ovetchkine - Morrisonn) 39 min 26 s — Fleischmann (Fiodorov - Siomine) - 45 min 38 s — Laich (Siomine - Ovetchkine) (SN) 46 min 7 s — Kozlov (Bäckström - Ovetchkine) - 66 min 22 s — Steckel (Laich - Bradley) | Arbitrage : Devorski LaRue Lazarowich Sharrers |
| Fleury           | Gardiens | Varlamov                            | | Arbitrage : Devorski LaRue Lazarowich Sharrers |
| 8 min            | Pénalités | 10 min                              | | Arbitrage : Devorski LaRue Lazarowich Sharrers |
| 42               | Tirs | 25                                  | | Arbitrage : Devorski LaRue Lazarowich Sharrers |

| 13/05 | Washington | 2-6 (0–2, 1–3, 1–1) | Pittsburgh | Verizon Center 18 277 spectateurs |

| Feuille de match | Feuille de match                                              | Feuille de match                | Feuille de match | Feuille de match                                    |
| ---------------- | ------------------------------------------------------------- | ------------------------------- | --- | --------------------------------------------------- |
|                  | - Ovetchkine — 38 min 9 s - Laich (Fleischmann) — 46 min 36 s | 0–1 0–2 0–3 0–4 0–5 1–5 1–6 2–6 | 12 min 36 s — Crosby (Gontchar - Malkine) (SN) 12 min 44 s — Adams (Fedotenko - Orpik) 20 min 28 s — Guerin (Crosby) 22 min 12 s — Letang (Malkine - Šatan) 31 min 37 s — Staal (Šatan) - 42 min 2 s — Crosby (SN) - | Arbitrage : O'Halloran McCreary Lazarowich Sharrers |
| Varlamov         | Gardiens                                                      | Fleury                          | | Arbitrage : O'Halloran McCreary Lazarowich Sharrers |
| 8 min            | Pénalités                                                     | 0 min                           | | Arbitrage : O'Halloran McCreary Lazarowich Sharrers |
| 21               | Tirs                                                          | 30                              | | Arbitrage : O'Halloran McCreary Lazarowich Sharrers |

#### Finale de conférence contre les Hurricanes

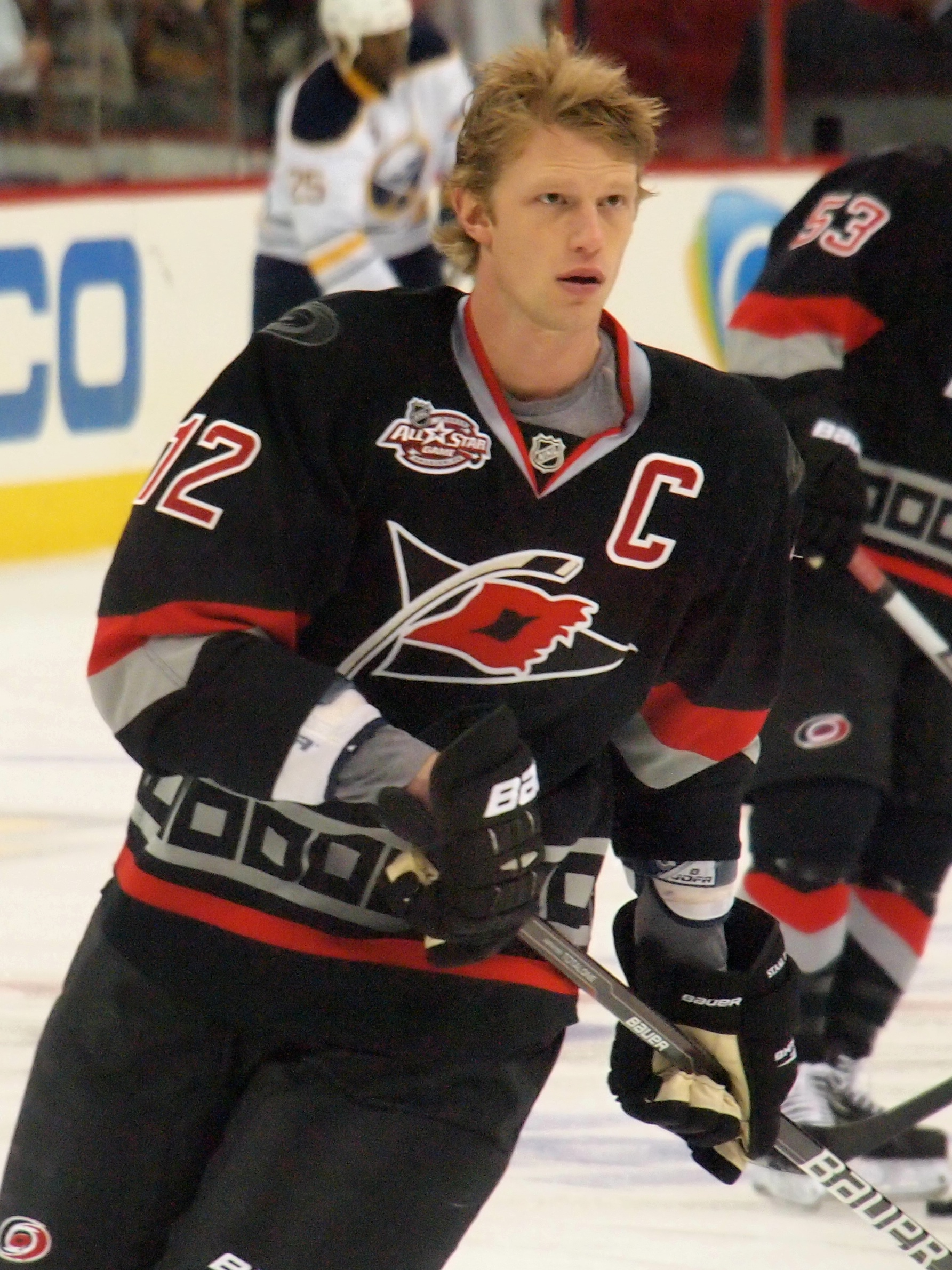
Au troisième tour des séries, les Penguins rencontrent les Hurricanes de la Caroline et Eric Staal, frère aîné de Jordan.

La finale de conférence est jouée contre les Hurricanes de la Caroline et permet aux deux frères aînés de la famille Staal de se retrouver l'un contre l'autre : Jordan pour les Penguins et Eric pour la Caroline. C'est la première fois depuis 35 ans que deux frères se retrouvent en finale de conférence. Dans les buts Cam Ward, gardien des Hurricanes, est réputé pour ne jamais avoir perdu une ronde en série depuis le début de sa carrière dans la LNH : en effet lors de sa première saison avec la Caroline en 2005-2006, il remporte la Coupe Stanley et lors des deux saisons suivantes, son équipe manque la qualification pour les séries éliminatoires. La série 2009 est donc la deuxième série à laquelle Ward participe.
Malgré tout, son équipe perd totalement pied contre les Penguins et ils sont éliminés en quatre matchs. Lors du premier match, Fleury réalise de bons arrêts avant que Šatan inscrive son premier but des séries. Celui-ci survient à la sortie de deux minutes de pénalités contre le joueur Slovaque. Il part alors en échappée contre Ward et le dribble pour pousser le palet dans le filet. Sur l'engagement qui suit, les Penguins récupèrent le palet dans la zone défensive des Hurricanes et alors que ces derniers pensent avoir le temps de se dégager et de changer de ligne, Boucher lance à Malkine dans la zone. Le Russe inscrit le deuxième but de son équipe d'un tir du revers. L'équipe de la Caroline revient au score par un but lors de la deuxième période mais au milieu de la troisième période, Boucher inscrit son second point de la soirée en inscrivant le but de la victoire. Joe Corvo inscrit un deuxième but pour les Hurricanes juste une minute avant la fin du match d'un tir lointain de la ligne bleue mais son équipe ne parvient pas à revenir malgré une occasion ratée par Eric Staal dans les derniers instants du match.

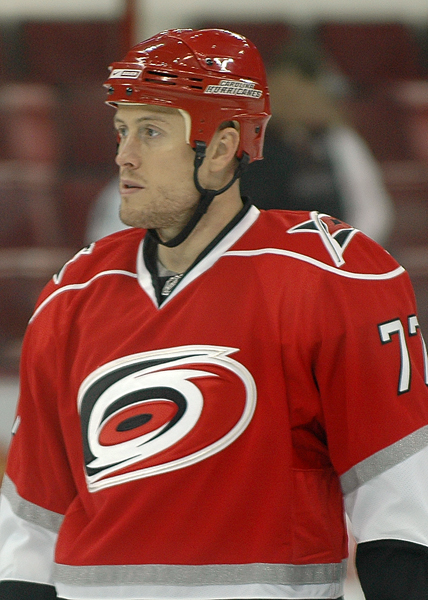
Joe Corvo, joueur des Hurricanes.

Pour le deuxième match de la série, match joué devant une foule de personnes majoritairement en blanc, Crosby donne le ton en inscrivant le premier but du match après deux minutes de jeu. Une minute plus tard, Chad Larose égalise pour les Hurricanes mais Malkine inscrit son premier but de la soirée à la huitième minute de jeu. Sur l'engagement, les Hurricanes s'installent dans la zone de Fleury et c'est au tour de Jussi Jokinen d'égaliser. Quatre minutes plus tard, le joueur allemand de la Caroline, Dennis Seidenberg, donne l'avantage à son équipe sur un palet mal dégagé par Letang et frappé directement à la ligne bleue. Les Penguins rentrent au vestiaire menés 3-2. Au retour au jeu et au bout de trois minutes, Talbot égalise sur une passe décisive de Malkine ; il trompe Ward d'une frappe de face, à quelques mètres de lui. Kunitz permet à Pittsburgh de rentrer au vestiaire avec l'avantage du score, huit secondes avant la fin du tiers temps. Patrick Eaves réplique pour les Hurricanes au bout de deux minutes de jeu dans le troisième tiers temps à la suite encore une fois d'un palet mal dégagé par la défensive des Penguins. Malkine inscrit un deuxième but en bataillant au premier poteau de Ward. Le troisième but de Malkine vient quatre minutes plus tard : le Russe remporte l'engagement sur le côté droit du portier des Hurricanes, il passe derrière les buts et alors qu'il s'éloigne du but, Malkine décroche un tir du revers et le palet se loge sous la transversale des buts. Kennedy conclut la soirée en marquant un dernier but dans les buts désertés par Ward, les Penguins l'emportent alors 7-4.
Matt Cullen ouvre le score pour les joueurs de la Caroline lors de la troisième rencontre de la série mais les Penguins égalisent deux minutes plus tard par l'intermédiaire de Malkine. Dans la dernière minute de la première période, Crosby puis Malkine inscrivent un but chacun pour donner une avance confortable à leur équipe. Aucun but n'est inscrit dans la deuxième période ; Sergueï Samsonov redonne l'espoir aux Hurricanes en réduisant l'écart dès le début de troisième tiers. Malgré tout, Fedotenko inscrit un quatrième but pour Pittbsurgh à la 51e minute avant qu'Adams puis Guerin scelle la victoire des leurs 6-2. Eric Staal inscrit le premier point de la série lors du quatrième match dans les premières minutes du match ; ce but est cependant le seul que marquera son équipe ce soir là puisque les Penguins s'imposent 4-1 et remportent la série sans concéder le moindre match
Contrairement à la saison précédente et à la superstition de la LNH, Crosby en accord avec Bill Guerin décide de toucher le trophée Prince de Galles remis au champion de la conférence.
| 18/05 | Pittsburgh | 3-2 (2–0, 0–1, 1–1) | Caroline | Mellon Arena 17 132 spectateurs |

| Feuille de match | Feuille de match                                                                                                   | Feuille de match    | Feuille de match                                                                         | Feuille de match                            |
| ---------------- | --- | ------------------- | ---------------------------------------------------------------------------------------- | ------------------------------------------- |
|                  | Šatan (Cooke - Gill) — 9 min 17 s Malkine (Boucher) — 10 min 41 s - Boucher (Crosby - Malkine) (SN)— 51 min 33 s - | 1–0 2–0 2–1 3–1 3–2 | - 13 min 4 s — Larose (Cole - Cullen) - 58 min 34 s — Corvo (Whitney - Brind'Amour) (SN) | Arbitrage : Jackson O'Halloran Miller Morin |
| Fleury           | Gardiens | Ward                |                                                                                          | Arbitrage : Jackson O'Halloran Miller Morin |
| 4 min            | Pénalités | 6 min               |                                                                                          | Arbitrage : Jackson O'Halloran Miller Morin |
| 31               | Tirs | 25                  |                                                                                          | Arbitrage : Jackson O'Halloran Miller Morin |

| 21/05 | Pittsburgh | 7-4 (2–3, 2–0, 3–1) | Caroline | Mellon Arena 17 132 spectateurs |

| Feuille de match | Feuille de match | Feuille de match                            | Feuille de match | Feuille de match                                  |
| ---------------- | --- | ------------------------------------------- | --- | ------------------------------------------------- |
|                  | Crosby (Kunitz - Guerin) — 1 min 51 s - Malkine (Kennedy - Cooke) — 8 min 15 s - Talbot (Malkine - Crosby) — 23 min 11 s Kunitz (Guerin - Eaton) — 39 min 52 s - Malkine (Kunitz - Cooke) — 48 min 50 s Malkine — 52 min 25 s | 1–0 1–1 2–1 2–2 2–3 3–3 4–3 4–4 5–4 6–4 7–4 | - 3 min 7 s — Larose (Whitney - E. Stall) - 8 min 40 s — Jokinen (Walker - Brind'Amour) 12 min 10 s — Seidenberg - 42 min 35 s — Eaves (Bayda - Dwyer) - | Arbitrage : Joannette Pollock Lazarowich Sharrers |
| Fleury           | Gardiens | Ward                                        | | Arbitrage : Joannette Pollock Lazarowich Sharrers |
| 32 min           | Pénalités | 32 min                                      | | Arbitrage : Joannette Pollock Lazarowich Sharrers |
| 42               | Tirs | 28                                          | | Arbitrage : Joannette Pollock Lazarowich Sharrers |

| 23/05 | Caroline | 2-6 (1–3, 0–0, 1–3) | Pittsburgh | RBC Center 18 789 spectateurs |

| Feuille de match | Feuille de match                                                                 | Feuille de match                | Feuille de match | Feuille de match                            |
| ---------------- | -------------------------------------------------------------------------------- | ------------------------------- | --- | ------------------------------------------- |
|                  | Cullen (Eaves - Walker) — 4 min 6 s - Samsonov (Cole - Pitkanen) — 41 min 58 s - | 1–0 1-1 1–2 1–3 2–3 2–4 2–5 2–6 | - 6 min 50 s — Malkine (Crosby - Gonchar) (SN) 19 min 17 s — Crosby (Guerin - Kunitz) 19 min 48 s — Malkine (Adams - Gonchar) - 51 min 29 s — Fedotenko (Malkine) 58 min 12 s — Adams 58 min 52 s — Guerin (Kunitz - Fedotenko) (SN) | Arbitrage : Furlatt McCreary Devorski Heyer |
| Ward             | Gardiens                                                                         | Fleury                          | | Arbitrage : Furlatt McCreary Devorski Heyer |
| 10 min           | Pénalités                                                                        | 8 min                           | | Arbitrage : Furlatt McCreary Devorski Heyer |
| 34               | Tirs                                                                             | 40                              | | Arbitrage : Furlatt McCreary Devorski Heyer |

| 26/05 | Caroline | 1-4 (1–2, 0–1, 0–1) | Pittsburgh | RBC Center 18 680 spectateurs |

| Feuille de match | Feuille de match                          | Feuille de match    | Feuille de match | Feuille de match                         |
| ---------------- | ----------------------------------------- | ------------------- | --- | ---------------------------------------- |
|                  | E. Staal (Cole - Samsonov) — 1 min 36 s - | 1–0 1–1 1–2 1–3 1–4 | - 8 min 21 s — Fedotenko (Boucher - Talbot) 18 min 31 s — Talbot (Šatan) 32 min 10 s — Guerin (Crosby) 58 min 50 s — Adams (Crosby - Talbot) | Arbitrage : Devorski LaRue Amell Racicot |
| Ward             | Gardiens                                  | Fleury              | | Arbitrage : Devorski LaRue Amell Racicot |
| 10 min           | Pénalités                                 | 8 min               | | Arbitrage : Devorski LaRue Amell Racicot |
| 31               | Tirs                                      | 25                  | | Arbitrage : Devorski LaRue Amell Racicot |

#### Finale de Coupe Stanley contre les Red Wings

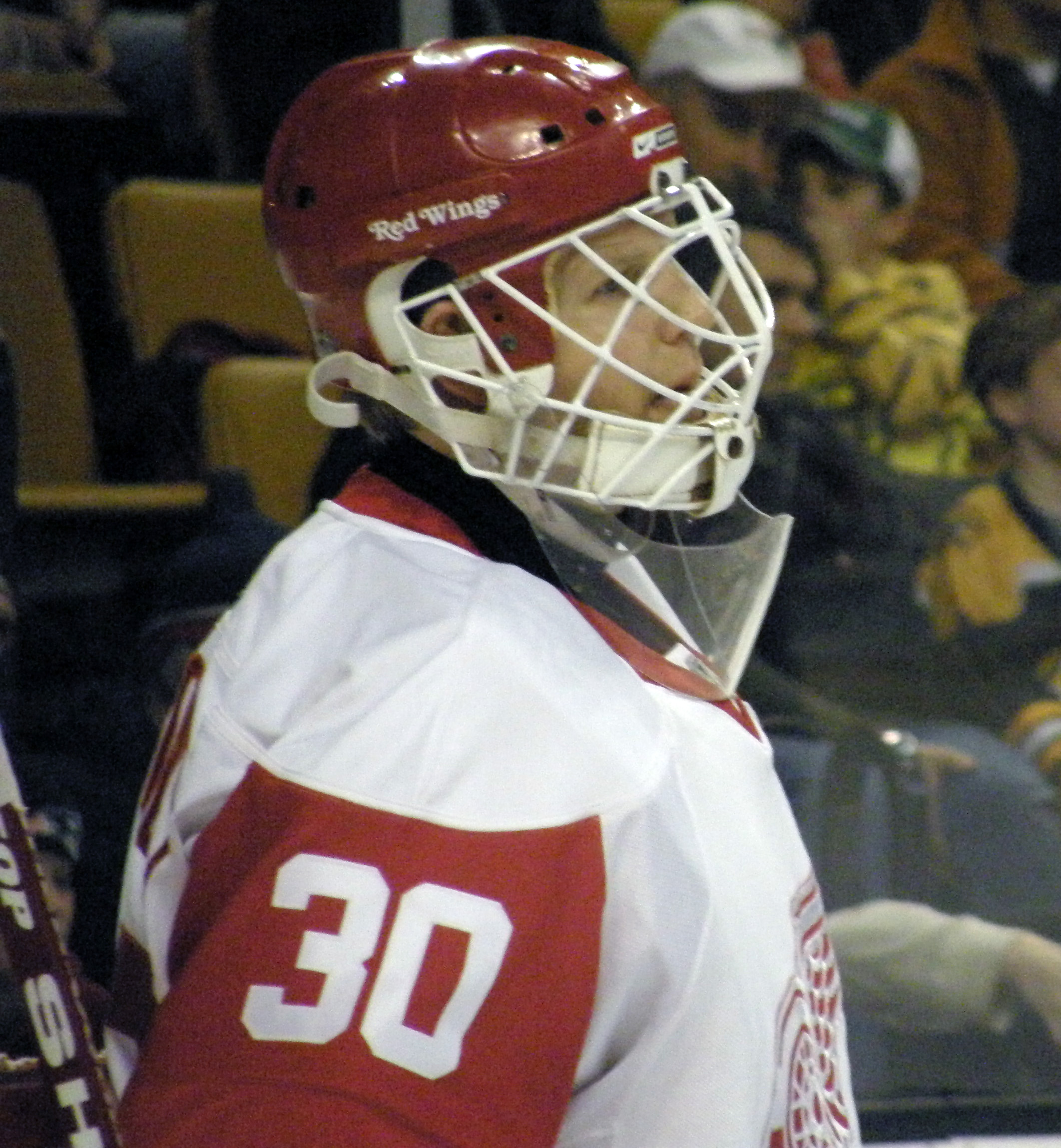
Chris Osgood meilleur joueur des deux premiers matchs de la finale.

Les Penguins arrivent ainsi pour une deuxième année consécutive en finale de la Coupe Stanley. Ils y retrouvent les mêmes adversaires que lors de la saison passée : les Red Wings de Détroit. Ces derniers, champions en titre, ont terminé la saison régulière à la troisième place au classement général derrière les Sharks de San José et les Bruins de Boston. En plus des joueurs champions 2008, comme Pavel Datsiouk, Henrik Zetterberg, Nicklas Lidström ou encore Chris Osgood dans les buts, l'équipe 2008-2009 de Détroit compte dans ses rangs une recrue de choix en la personne de Marián Hossa. Ce dernier espère que son choix de début de saison se révélera être le bon et remporter sa première Coupe Stanley contre ses anciens coéquipiers.
Après avoir éliminé tour à tour les franchises des Blue Jackets de Columbus, des Ducks d'Anaheim puis des Blackhawks de Chicago, les Red Wings abordent la finale de la Coupe en tant que hôtes des deux premiers matchs puis des cinquième et septième, le cas échéant. Il s'agit de la première fois depuis 1983 et 1984 que les deux mêmes équipes se retrouvent en finale deux années de suite. À l'époque, les Islanders de New York battent la première année les Oilers d'Edmonton mais la saison suivante, les Oilers guidés par Wayne Gretzky prennent leur revanche. Crosby et les siens espèrent bien s'inspirer de l'anecdote et de tourner la série à leur avantage mais la tâche semble difficile à l'issue du premier match.
Ted Lindsay et Gordie Howe, deux légendes de l'histoire des Red Wings, sont mis en avant par l'organisation du Michigan et effectuent symboliquement la première mise en jeu. Les joueurs locaux marquent en premier par un rebond curieux du palet le long de la balustrade. La rondelle lancée Brad Stuart le long de la bande, revient soudainement derrière Fleury, qui ne parvient pas à s'en emparer. Les Red Wings mènent ainsi 1-0 au bout d'une douzaine de minutes de jeu mais deux minutes avant la fin du tiers, les Penguins reviennent au score ; Fedotenko profite d'une frappe lourde de Malkine pour reprendre le rebond que laisse Osgood et égaliser la marque. Lors du deuxième tiers temps, les Penguins sont proches plus d'une fois de marquer un deuxième but mais Malkine puis Crosby sont stoppés par Osgood. Finalement, ce sont les joueurs de Détroit qui doublent la mise, juste avant la pause par un but de Johan Franzén qui profite d'une nouvelle erreur de Fleury et d'un cafouillage devant son enclave. Le jeune Justin Abdelkader remplace dans l'effectif Datsiouk blessé et s'illustre lors du début du dernier tiers-temps. Il récupère une passe de derrière les buts de Ville Leino et tire sur le poteau de Fleury. Abdelkader est tout de même le plus rapide à reprendre le palet et il inscrit le troisième but de son équipe. Le score en reste là et Osgood reçoit la première étoile du match pour son travail lors du deuxième tiers-temps et pour ses 30 arrêts du match,.

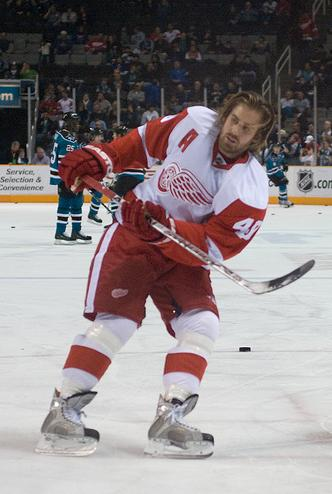
Zetterberg meilleur joueur des séries de 2007-2008.

Les Penguins ayant envie de montrer à tous qu'ils ont perdu le premier match en raison de rebonds malchanceux sont les premiers à ouvrir le score lors de la deuxième rencontre, jouée le lendemain du match précédent. Sur une supériorité numérique à la fin du premier tiers temps, les Penguins s'organisent pour mettre la pression sur Osgood. Finalement, sur une frappe de Malkine, le gardien de Détroit dégage mal la rondelle et Brad Stuart marque un but contre son camp. Dix minutes plus tard, en début de deuxième tiers, les Penguins sont contraints de faire un dégagement interdit. La même ligne des Penguins reste donc sur la glace alors que les Red Wings peuvent faire un changement de joueurs. Darren Helm remporte la mise au jeu et le palet arrive dans la crosse de Jonathan Ericsson qui trompe Marc-André Fleury d'un tir lointain. Six minutes plus tard, Malkine sort d'une pénalité mais il a tout juste le temps de revenir dans son camp que les joueurs de Détroit portent le danger devant les buts de Fleury. Valtteri Filppula profite d'un amas devant le but pour envoyer le palet au fond du filet et donner l'avantage aux siens. Une nouvelle fois Abdelkader assure la victoire des siens en inscrivant le troisième but de son équipe au même moment que lors du premier match. Entrant tout seul dans la zone de Pittsburgh, Abdelkader profite d'une défense assez légère pour tromper une nouvelle fois Fleury. Osgood continue d'assurer devant les buts des siens, réalise plus de trente arrêts dans le match et reçoit une nouvelle fois la première étoile de la rencontre. Les Red Wings mènent donc la série deux matchs à zéro à l'aube d'aller jouer à Pittsburgh. Dans l'histoire de la LNH, les équipes menant 2-0 lors de la finale de la Coupe Stanley l'ont remporté trente-deux fois sur trente-trois, seul les Maple Leafs de Toronto ayant comblé un déficit de 3-0 pour remporter le titre en 1942.
Le troisième match de la série se joue le 2 juin dans la patinoire des Penguins et ce sont eux qui ouvrent le score au bout de quatre minutes de jeu : sur un pressing haut de Malkine sur Daniel Cleary derrière les buts d'Osgood, Talbot récupère le palet devant ce dernier et le glisse sur son côté. Les joueurs de Pittsburgh ne profitent que brièvement du but puisque moins de deux minutes plus tard Zetterberg égalise pour les Red Wings et cinq minutes plus tard c'est au tour de Franzén de tromper Fleury pour porter la marque à 2-1 pour les visiteurs. Avant que les deux équipes ne rentrent au vestiaire, Letang redonne l'espoir aux Penguins en marquant un but sur un tir puissant et lointain. Les deux équipes se neutralisent au cours du deuxième tiers temps même si les joueurs de Détroit sont les plus dangereux en réalisant quatorze tirs contre seulement quatre pour les Penguins. La tendance s'inverse au cours du dernier tiers-temps avec dix lancers pour Pittsburgh dont deux finissant au fond des filets d'Osgood. Au bout de dix minutes de jeu c'est d'abord Gontchar qui marque un but sur une supériorité numérique puis dans la dernière minute de jeu, Talbot inscrit son deuxième but de la soirée après qu'Osgood ait quitté la glace pour permettre à son équipe d'avoir un sixième joueur.
Abdelkader est remplacé dans le groupe de Détroit par Kris Draper pour le quatrième match ; Niklas Kronwall est pénalisé au début du match et sur la supériorité numérique les Penguins ouvrent le score. Letang tente un lancer qui passe à côté du but mais avant qu'Osgood ne puisse se retourner, Malkine reprend le rebond du palet et met ce dernier au fond du filet. Avant la fin du tiers, Darren Helm profite d'une passe de Scuderi devant son propre but pour tromper Fleury et égaliser le score ; dans la première minute du deuxième tiers-temps, Stuart porte le score de son équipe à 2-1 en effectuant un lancer puissant de la ligne bleue sur une passe de Zetterberg depuis derrière les buts de Fleury. Au milieu du deuxième tiers-temps, alors qu'Orpik est sur le banc des pénalités, Staal récupère une passe de Talbot, se défait de Brian Rafalski et marque un but en infériorité numérique. Crosby et Malkine combinent pour le troisième but de Pittsburgh en partant ensemble en contre-attaque contre le seul Ericsson et Mike Babcock décide de prendre un temps mort pour reprendre son équipe en main. Au retour au jeu ce sont toujours les Penguins qui ont l'ascendant psychologique et Kennedy, Kunitz et Crosby font le pressing à trois sur la défense des Red Wings puis Kennedy récupère le palet. Il fait une passe rapide à Kunitz qui transmet immédiatement à Crosby, ce dernier retournant le palet sans contrôle à Kennedy qui inscrit le quatrième et dernier but des Penguins du match. Les deux équipes retournent ainsi à Détroit avec deux victoires chacune.
Lors du cinquième match, les Red Wings enregistrent le retour de leur joueur vedette Pavel Datsiouk, remis d'une blessure au pied. Les Penguins commencent le match très énergiquement, dominant les cinq premières minutes, notamment via la ligne composée de Malkine, Fedotenko et Talbot. Malgré ce bon début des Penguins, les Red Wings se rallient à un Datsiouk ressuscité pour prendre l'avantage au milieu de la première période. Les qualités de patineur de Datsiouk permettent à Détroit d'inscrire le premier but de la rencontre, grâce à une passe en direction de Cleary pendant une action de transition à trois contre trois. Cleary, utilisant Brooks Orpik comme écran, lance le palet au fond de la cage de Marc-André Fleury. En deuxième période, les Penguins commencent à perdre leurs nerfs et sont pénalisés à cinq reprises. Détroit profite alors de l'indiscipline de leurs adversaires pour inscrire trois buts en supériorité numérique. Un quatrième but est également inscrit quelques secondes après la fin de la pénalité. Après avoir encaissé un cinquième but, Fleury est retiré du jeu et remplacé par Mathieu Garon. Les Penguins commettent encore deux fautes durant la deuxième période, ce qui donne une situation à cinq contre trois, mais les Red Wings ne parviennent pas à marquer cette fois ci. La troisième période restera anecdotique, le score restant à 5-0 en faveur de Détroit jusqu'à la fin du match.
Les Penguins jouent le tout pour le tout lors du sixième match de la série, en cas de défaite, la Coupe reviendrait aux joueurs de Détroit. Fleury est de retour dans les buts des Penguins et les deux équipes se neutralisent au cours de la première période du sixième match. Jordan Staal inscrit le premier but de la soirée au début du deuxième tiers-temps : il part en contre-attaque et récupère le rebond de son propre lancer pour tromper Osgood. Le deuxième but de la soirée est marqué par Kennedy après cinq minutes dans le troisième tiers-temps. Talbot et Kennedy exercent un pressing haut sur la défense de Détroit et Talbot récupère le palet derrière le but d'Osgood pour le passer à Kennedy qui l'envoie au fond des filets. Trois minutes plus tard, les joueurs de Détroit réduisent l'écart à la suite d'un jeu de passes et d'un rebond laissé par Fleury sur une frappe de la ligne bleue d'Ericsson. Le palet est récupéré par Kris Draper qui inscrit le but. Cela ne suffit pas et les Penguins décrochent ainsi un septième match décisif dans la ville de Détroit.
| 30/05 | Détroit | 3-1 (1–1, 1–0, 1–0) | Pittsburgh | Joe Louis Arena 20 066 spectateurs |

| Feuille de match | Feuille de match                                                                                     | Feuille de match | Feuille de match                      | Feuille de match                         |
| ---------------- | --- | ---------------- | ------------------------------------- | ---------------------------------------- |
|                  | Stuart — 13 min 38 s - Franzén (Rafalski - Zetterberg) — 39 min 2 s Abdelkader (Leino) — 42 min 46 s | 1–0 1-1 2–1 3–1  | - 18 min 37 s — Fedotenko (Malkine) - | Arbitrage : Devorski LaRue Amell Racicot |
| Osgood           | Gardiens                                                                                             | Fleury           |                                       | Arbitrage : Devorski LaRue Amell Racicot |
| 4 min            | Pénalités                                                                                            | 2 min            |                                       | Arbitrage : Devorski LaRue Amell Racicot |
| 30               | Tirs                                                                                                 | 32               |                                       | Arbitrage : Devorski LaRue Amell Racicot |

| 31/05 | Détroit | 3-1 (0–1, 2–0, 1–0) | Pittsburgh | Joe Louis Arena 20 066 spectateurs |

| Feuille de match | Feuille de match | Feuille de match | Feuille de match                             | Feuille de match                            |
| ---------------- | --- | ---------------- | -------------------------------------------- | ------------------------------------------- |
|                  | - Ericsson (Hudler - Helm) — 24 min 21 s Filppula (Holmström - Hossa) — 30 min 29 s Abdelkader (Holmström - Hossa) — 42 min 47 s | 0–1 1–1 2–1 3–1  | 16 min 50 s — Malkine (Letang - Guerin) (SN) | Arbitrage : McCreary Joannette Morin Miller |
| Osgood           | Gardiens | Fleury           |                                              | Arbitrage : McCreary Joannette Morin Miller |
| 7 min            | Pénalités | 21 min           |                                              | Arbitrage : McCreary Joannette Morin Miller |
| 26               | Tirs | 33               |                                              | Arbitrage : McCreary Joannette Morin Miller |

| 02/06 | Pittsburgh | 4-2 (2–2, 0–0, 2–0) | Détroit | Mellon Arena 17 132 spectateurs |

| Feuille de match | Feuille de match | Feuille de match        | Feuille de match                                                                            | Feuille de match                         |
| ---------------- | --- | ----------------------- | ------------------------------------------------------------------------------------------- | ---------------------------------------- |
|                  | Talbot (Malkine - Letang) — 4 min 48 s - Letang (Malkine - Gonchar) (SN) — 15 min 57 s Gonchar (Malkine - Crosby) (SN) — 50 min 29 s Talbot (Fedotenko) — 59 min 3 s | 1–0 1-1 1–2 2–2 3–2 4–2 | - 6 min 19 s — Zetterberg (Leino - Franzén) 11 min 33 s — Franzén (Zetterberg - Kronwall) - | Arbitrage : Devorski LaRue Amell Racicot |
| Fleury           | Gardiens | Osgood                  |                                                                                             | Arbitrage : Devorski LaRue Amell Racicot |
| 4 min            | Pénalités | 6 min                   |                                                                                             | Arbitrage : Devorski LaRue Amell Racicot |
| 21               | Tirs | 29                      |                                                                                             | Arbitrage : Devorski LaRue Amell Racicot |

| 04/06 | Pittsburgh | 4-2 (1–1, 3–1, 0–0) | Détroit | Mellon Arena 17 132 spectateurs |

| Feuille de match | Feuille de match | Feuille de match        | Feuille de match                                                | Feuille de match                            |
| ---------------- | --- | ----------------------- | --------------------------------------------------------------- | ------------------------------------------- |
|                  | Malkine (Letang - Staal) (SN) — 2 min 39 s - Staal (Talbot - Eaton) (IN) — 28 min 35 s Crosby (Malkine) — 30 min 34 s Kennedy (Crosby - Kunitz) — 34 min 12 s | 1–0 1-1 1–2 2–2 3–2 4–2 | - 18 min 19 s Helm 20 min 46 s Stuart (Zetterberg - Rafalski) - | Arbitrage : Joannette McCreary Miller Morin |
| Fleury           | Gardiens | Osgood                  |                                                                 | Arbitrage : Joannette McCreary Miller Morin |
| 8 min            | Pénalités | 8 min                   |                                                                 | Arbitrage : Joannette McCreary Miller Morin |
| 31               | Tirs | 39                      |                                                                 | Arbitrage : Joannette McCreary Miller Morin |

| 06/06 | Détroit | 5-0 (1–0, 4–0, 0–0) | Pittsburgh | Joe Louis Arena 20 066 spectateurs |

| Feuille de match | Feuille de match | Feuille de match    | Feuille de match | Feuille de match                         |
| ---------------- | --- | ------------------- | ---------------- | ---------------------------------------- |
|                  | Cleary (Datsiouk - Rafalski) — 13 min 32 s Filppula (Hossa - Osgood) — 21 min 44 s Kronwall (Franzén - Zetterberg) (SN) — 26 min 11 s Rafalski (Datsiouk - Lidström) (SN) — 28 min 26 s Zetterberg (Hudler - Samuelsson) (SN) — 35 min 40 s | 1–0 2-0 3–0 4–0 5–0 | -                | Arbitrage : Devorski LaRue Amell Racicot |
| Osgood           | Gardiens | Fleury - Garon      |                  | Arbitrage : Devorski LaRue Amell Racicot |
| 14 min           | Pénalités | 48 min              |                  | Arbitrage : Devorski LaRue Amell Racicot |
| 29               | Tirs | 22                  |                  | Arbitrage : Devorski LaRue Amell Racicot |

| 09/06 | Pittsburgh | 2-1 (0–0, 1–0, 1–1) | Détroit | Mellon Arena 17 132 spectateurs |

| Feuille de match | Feuille de match                                                                   | Feuille de match | Feuille de match                          | Feuille de match                            |
| ---------------- | ---------------------------------------------------------------------------------- | ---------------- | ----------------------------------------- | ------------------------------------------- |
|                  | Staal (Kennedy - Scuderi) — 20 min 51 s Kennedy (Talbot - Fedotenko) — 45 min 35 s | 1–0 2-0 2–1      | 48 min 1 s — Draper (Ericsson - Lidström) | Arbitrage : Joannette McCreary Miller Morin |
| Fleury           | Gardiens                                                                           | Osgood           |                                           | Arbitrage : Joannette McCreary Miller Morin |
| 4 min            | Pénalités                                                                          | 4 min            |                                           | Arbitrage : Joannette McCreary Miller Morin |
| 26               | Tirs                                                                               | 31               |                                           | Arbitrage : Joannette McCreary Miller Morin |

| 12/06 | Détroit | 1-2 (0–0, 0–2, 1–0) | Pittsburgh | Joe Louis Arena 20 066 spectateurs |

| Feuille de match | Feuille de match                             | Feuille de match | Feuille de match                                                        | Feuille de match                            |
| ---------------- | -------------------------------------------- | ---------------- | ----------------------------------------------------------------------- | ------------------------------------------- |
|                  | - Ericsson (Lidström - Hudler) — 53 min 53 s | 0–1 0–2 1–2      | 21 min 13 s — Talbot (Malkine) 30 min 7 s — Talbot (Kunitz - Scuderi) - | Arbitrage : McCreary Devorski Morin Racicot |
| Osgood           | Gardiens                                     | Fleury           |                                                                         | Arbitrage : McCreary Devorski Morin Racicot |
| 4 min            | Pénalités                                    | 6 min            |                                                                         | Arbitrage : McCreary Devorski Morin Racicot |
| 25               | Tirs                                         | 18               |                                                                         | Arbitrage : McCreary Devorski Morin Racicot |

### Statistiques des joueurs

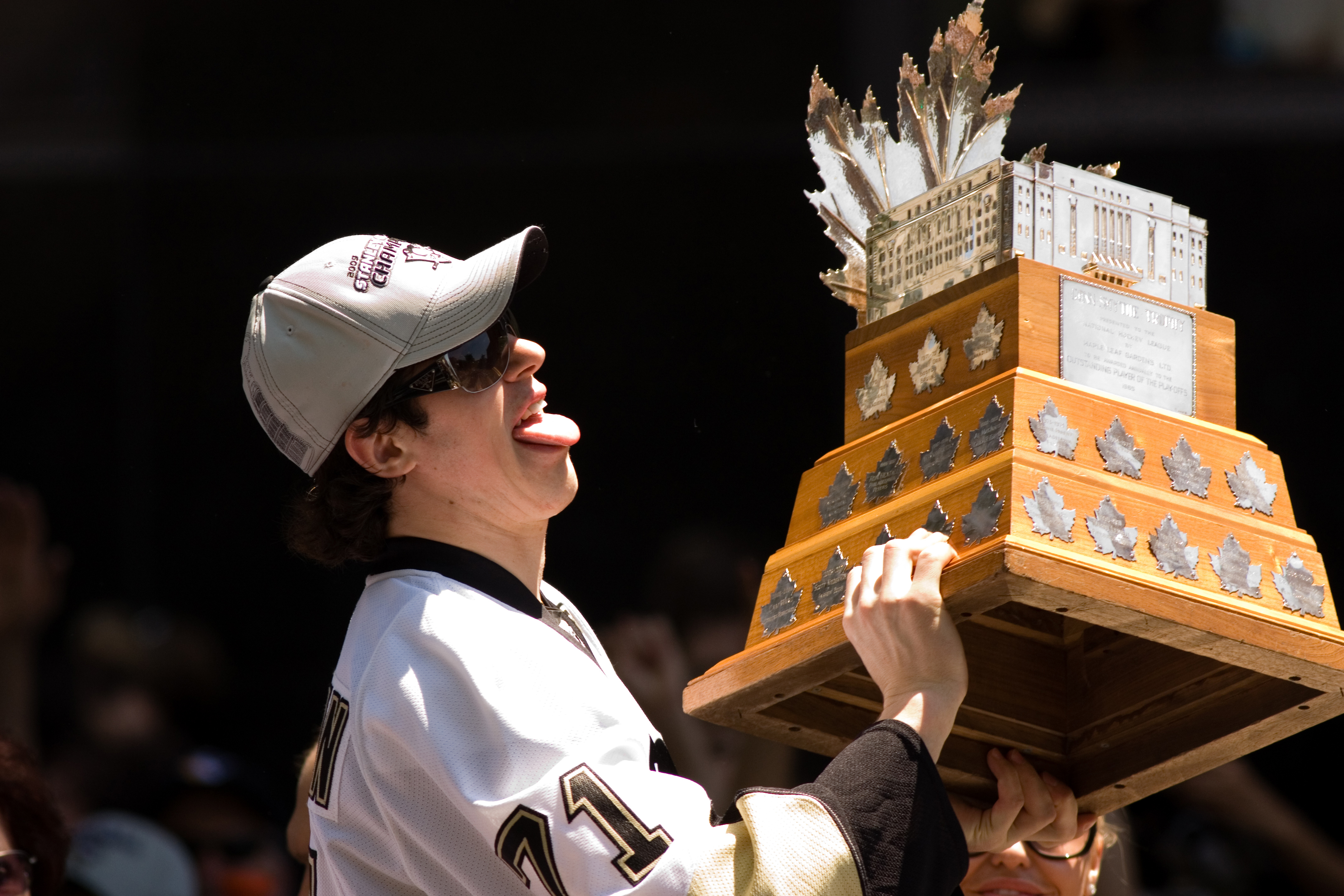
Malkine et le trophée Conn-Smythe.

#### Gardiens de buts
| no | Joueur             | PJ | V  | D | DP | Min   | BC | BL | Moy  | B | A | Pun |
| -- | ------------------ | -- | -- | - | -- | ----- | -- | -- | ---- | - | - | --- |
| 29 | Fleury, Marc-André | 24 | 16 | 8 | 0  | 1 447 | 63 | 0  | 2,61 | 0 | 0 | 2   |
| 32 | Garon, Mathieu     | 1  | 0  | 0 | 0  | 24    | 0  | 0  | 0    | 0 | 0 | 0   |

#### Joueurs
| no | Joueur             | Poste | PJ | B  | A  | Pts | +/- | Pun | Commentaire                      |
| -- | ------------------ | ----- | -- | -- | -- | --- | --- | --- | -------------------------------- |
| 2  | Gill, Hall         | D     | 20 | 0  | 2  | 2   | 3   | 4   |                                  |
| 3  | Goligoski, Alex    | D     | 2  | 0  | 1  | 1   | -1  | 0   |                                  |
| 4  | Scuderi, Rob       | D     | 20 | 1  | 2  | 3   | +1  | 6   |                                  |
| 7  | Eaton, Mark        | D     | 20 | 4  | 6  | 10  | +7  | 6   |                                  |
| 9  | Dupuis, Pascal     | AD    | 12 | 0  | 0  | 0   | -4  | 6   |                                  |
| 11 | Staal, Jordan      | C     | 20 | 2  | 4  | 6   | -7  | 6   |                                  |
| 13 | Guerin, Bill       | AD    | 20 | 7  | 8  | 15  | 9   | 11  |                                  |
| 14 | Kunitz, Chris      | AG    | 20 | 1  | 11 | 12  | 4   | 15  |                                  |
| 17 | Sýkora, Petr       | AD    | 6  | 0  | 1  | 1   | -3  | 0   |                                  |
| 24 | Cooke, Matt        | AG    | 20 | 1  | 6  | 7   | -3  | 12  |                                  |
| 25 | Talbot, Maxime     | C     | 20 | 6  | 3  | 9   | 6   | 7   |                                  |
| 26 | Fedotenko, Rouslan | AG    | 20 | 7  | 6  | 13  | 7   | 4   |                                  |
| 27 | Adams, Craig       | AD    | 20 | 3  | 2  | 5   | 1   | 6   |                                  |
| 43 | Boucher, Philippe  | D     | 9  | 1  | 3  | 4   | -2  | 4   |                                  |
| 44 | Orpik, Brooks      | D     | 20 | 0  | 4  | 4   | 0   | 18  |                                  |
| 48 | Kennedy, Tyler     | C     | 20 | 3  | 3  | 6   | -5  | 4   |                                  |
| 55 | Gontchar, Sergueï  | D     | 18 | 3  | 11 | 14  | 4   | 10  |                                  |
| 58 | Letang, Kris       | D     | 19 | 4  | 8  | 12  | 3   | 26  |                                  |
| 71 | Malkine, Ievgueni  | C     | 20 | 13 | 20 | 33  | 3   | 41  | Vainqueur du trophée Conn-Smythe |
| 81 | Šatan, Miroslav    | AD    | 14 | 1  | 5  | 6   | 3   | 11  |                                  |
| 87 | Crosby, Sidney     | C     | 20 | 14 | 15 | 29  | 10  | 12  |                                  |

## Noms inscrits sur la Coupe Stanley

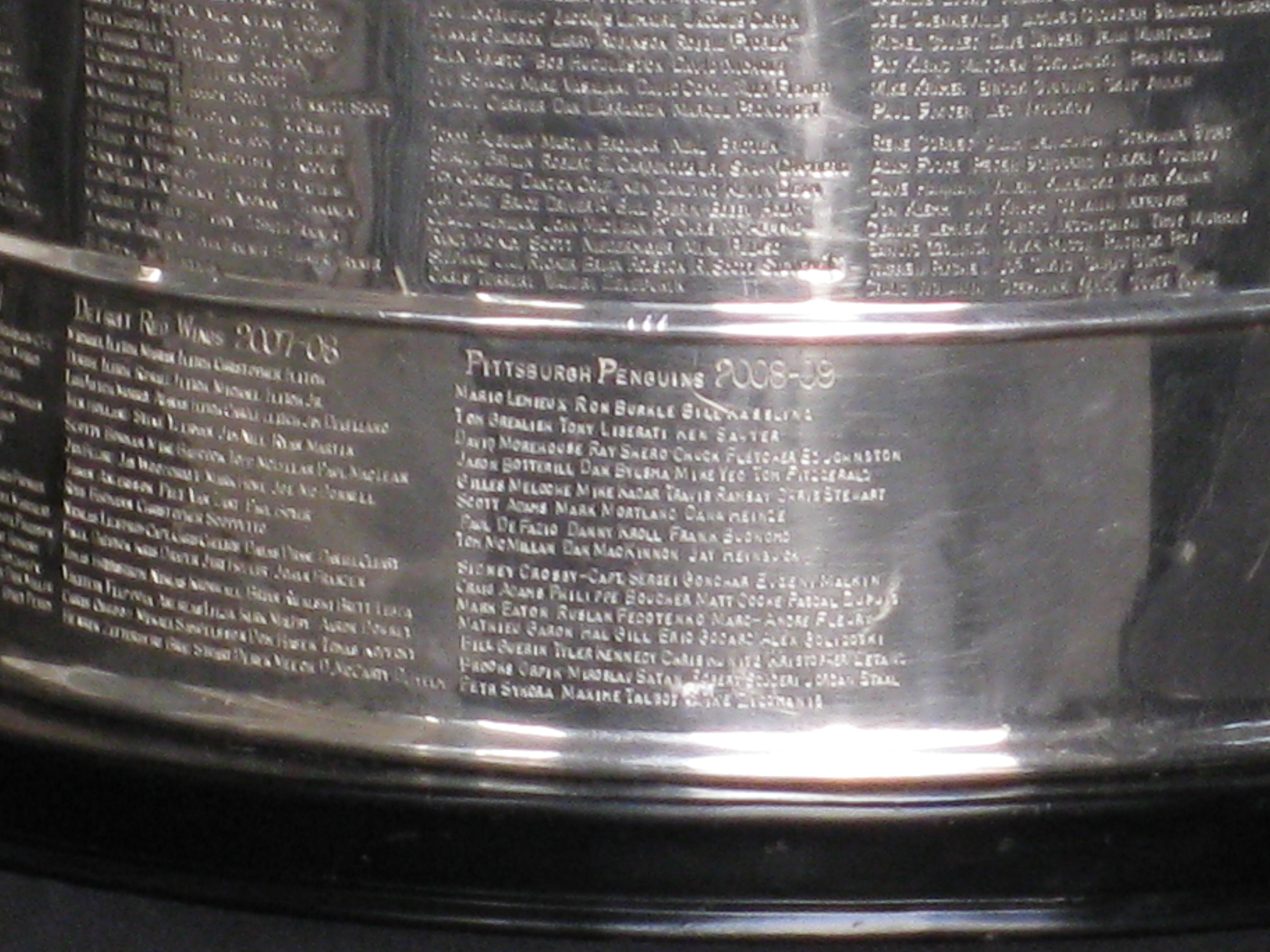
La Coupe Stanley et l'effectif des Penguins gravé.

La Ligue nationale de hockey autorise chaque équipe championne de la Coupe Stanley à inscrire un total de 52 personnes comprenant joueurs et dirigeants. Les personnes des Penguins inscrits sur la Coupe sont les suivants :
- Dirigeants :

Mario Lemieux, Ron Burkle, Bill Kassling, Tom Grealish, Tony Liberati, Ken Sawyer, David Morehouse, Ray Shero, Chuck Fletcher, Ed Johnston, Jason Botterill, Dan Bylsma, Mike Yeo, Tom Fitzgerald, Gilles Meloche, Mike Kadar, Travis Ramsay, Chris Stewart, Scott Adams, Mark Mortland, Dana Heinze, Paul DeFazio, Danny Kroll, Frank Buonomo, Tom McMillan, Dan MacKinnon, Jay Heinbuck
- Joueurs :

Sidney Crosby (capitaine), Sergei Gonchar, Evgeni Malkin, Craig Adams, Philippe Boucher, Matt Cooke, Pascal Dupuis, Mark Eaton, Ruslan Fedotenko, Marc-Andre Fleury, Mathieu Garon, Hal Gill, Eric Godard, Alex Goligoski, Bill Guerin, Tyler Kennedy, Chris Kunitz, Kristopher Letang, Brooks Orpik, Miroslav Satan, Robert Scuderi, Jordan Staal, Petr Sykora, Maxime Talbot, Mike Zigomanis

## Les Penguins et leurs fans

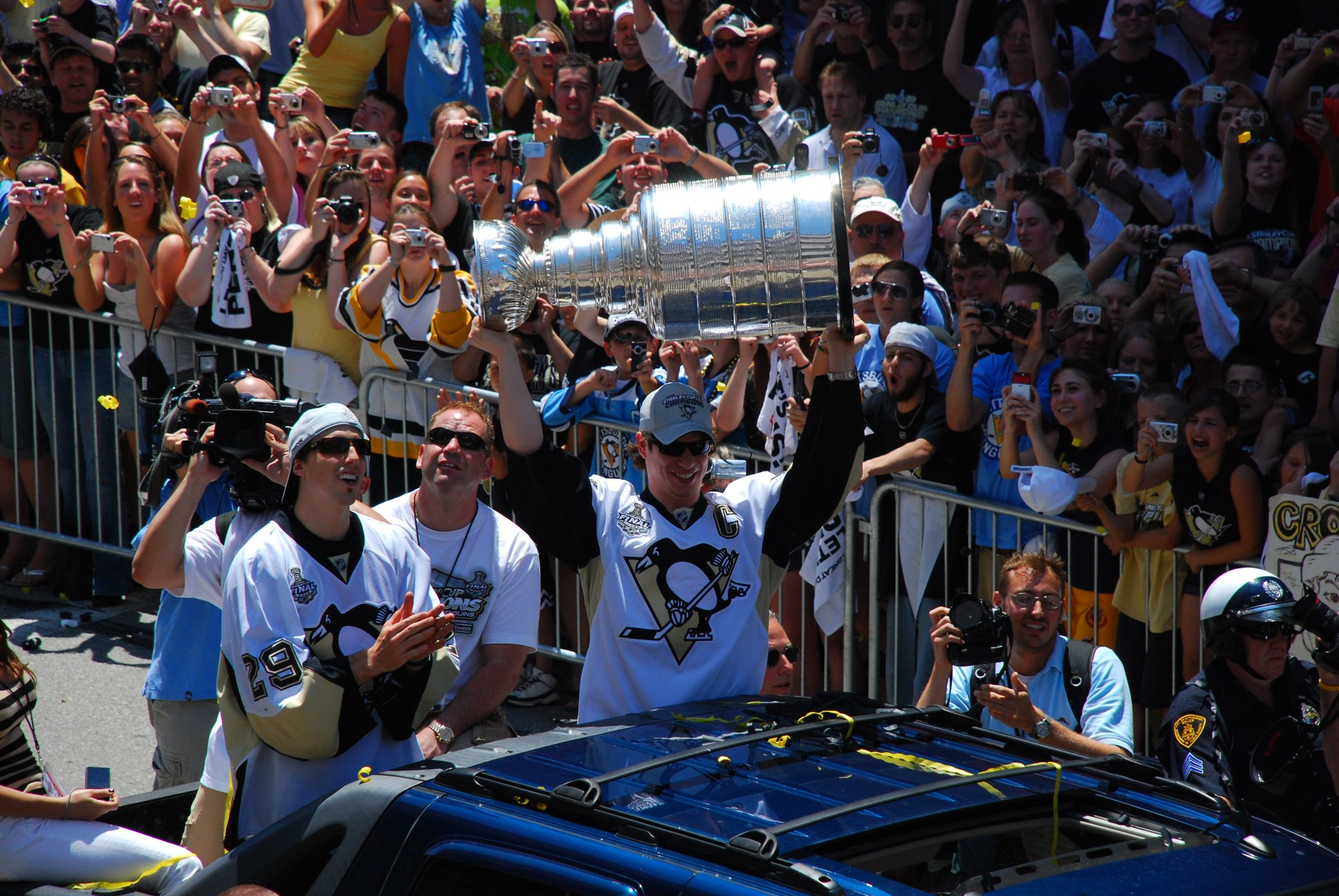
La parade des Penguins dans les rues de Pittsburgh à la suite de la victoire.

La ville des Pittsburgh possède un passé de ville d’aciérie et les fans sont au cours de la saison 2008-2009 nombreux à suivre les performances de l’équipe. Toutefois cela n'a pas toujours été le cas, ainsi lors de la première saison, l’affluence moyenne est de 6 008 personnes par match alors que la patinoire peut en accueillir le double. Depuis l’affluence n’a cessé d'augmenter et au cours de cette saison, la patinoire fait salle comble pour chaque match, que ce soit lors des quarante parties de la saison régulière ou des onze rencontres jouées lors des séries.
À la suite de la victoire en finale de la Coupe Stanley, l'organisation des Penguins met en place un défilé dans la ville de Pittsburgh le 15 juin 2009. Plus de 400 000 personnes se réunissent pour voir passer le cortège et le fameux trophée.
Les chiffres de remplissage de la patinoire sont les suivants :
| Saison régulière | Saison régulière | Saison régulière | Saison régulière |    | Séries éliminatoires | Séries éliminatoires | Séries éliminatoires | Séries éliminatoires |
| M                | GF               | Total            | Moy.             | M  | GF                   | Total                | Moy.                 |                      |
| 41               | 40               | 682 298          | 17 058           | 11 | 11                   | 188 452              | 17 132               |                      |